# 高雄市
22°38′0″N 120°16′0″E / 22.63333°N 120.26667°E
高雄市，通稱高雄，是中華民國直轄市與臺灣六都之一，地處臺灣西南部。轄域面積達2,952平方公里，是臺灣面積最大的市。全市設籍人口約272萬，為臺灣第三大城以及南臺灣最大城市。市府所在地位於苓雅區與鳳山區，高雄市內轄有38個區（含3個原住民區)。高雄市舊稱「打狗」，日治時期後因打狗的臺灣話讀音「Táⁿ-káu」與日語漢字「高雄」的讀音相同而更名。由於市內擁有臺灣第一大港高雄港，故有「港都」之別稱。

## 地名
根據日本人類學家伊能嘉矩的考證，今日高雄沿海早期主要為馬卡道族所居住，在該族語言當中，用以防禦海盜的刺竹林稱為「Takau」。而漢人依臺語音譯為「打狗」，《鳳山縣志》也將當地馬卡道部落記載為「打狗社」。官方文書有時雅化為「打鼓」。西方人則有寫做「Takow」、「Tancoia」等。除了打狗外，相對於今日屏東縣的東港，高雄曾有「西港」一稱。至於日本對臺灣的另一稱呼「高砂」或「高山國」，也來自「打狗」之名。
日治初期仍延續「打狗」之名，日本人依「Takau」的日語訓讀諧音將「打狗」兩字改寫為日文漢字「高雄」（日语：Taka-o），源於日本京都右京的高雄山，1897年《台灣假製二十万分一圖》即開始有「高雄」一名出現，於1920年台灣總督府正式公布改名，兼有「在南洋的天地裡，高躍雄飛」之意。直到1945年以前，「高雄」二字是以日語拼音「Takao」來羅馬化。第二次世界大战後，中華民國政府才將「高雄」以中文威妥瑪式拼音改寫為「Kaohsiung」，是當前主要通行於世界上的名稱。
「打狗」的古稱，也曾用在過去的一些地標命名上頭，像是俗名柴山的壽山最早被稱作「打狗山」、愛河古名「打狗川」；現今的高雄港前身即「打狗港」。
台灣其他本地語言對高雄的稱呼，則分別有布農語、拉阿魯哇語、卡那卡那富語的 Takau，與泰雅語的 Takaw 等等。

## 歷史
高雄的開墾可追溯自17世紀，鄭氏攻台推行屯田，置前鎮、角宿、援剿等鎮於高雄平原開墾。清治時的鳳山縣為高雄設治之始。自日治時代起，高雄成為重工業林立的港埠都市與軍事要地，與臺南市並列為南臺灣的發展重心。2010年高雄縣市合併，奠定高雄市現有的發展格局。高雄市擁有高雄港、台灣第二大的國際機場高雄國際機場、海洋委員會、農業部漁業署、經濟部產業園區管理局、鐵道技術研究暨驗證中心、金屬工業研究發展中心及國家實驗研究院台灣海洋科技研究中心、行政院南部聯合服務中心等中央政府機關亦位於該市，為中南部中央政府機關最多的政治中心。

### 史前時期
根據考古學家研究，臺灣至少在舊石器時代晚期，距今2、3萬年前已有人類居住，而高雄地區雖未發現舊石器時代遺址，但很可能也是早期人類活動的場所；從新石器時代以來，人類就長期在高雄地區定居，從日治時期年至1994年，所發現的及文獻上所記錄的史前遺址有124個以上，這些遺址所涵蓋的時間從距今7,000到6,000年前的大坌坑文化時代開始，一直到距今3百年前漢人進入高雄平原拓墾為止。其遺址分布，可分出幾個重要的時期：
- 新石器時代早期：以大坌坑文化為主，距今約為5,200到4,700年前。
- 新石器時代中期：以牛稠子文化為主，距今約為4,400到3,500年前。
- 新石器時代晚期：大湖文化，距今約2,000年前。
- 金屬時代：蔦松文化類型，產生年代距今約2,000到1,000年前。

### 部落分治時期
在17世紀荷蘭治臺以前，高雄平原是隸屬臺灣原住民族的馬卡道族的居住地，散布在大傑巓社、阿猴社、放索社、打狗社等部落。丘陵及山地則是鄒族、排灣族、布農族、魯凱族等族群的游獵地帶。。
後期有明朝海盜與日本海盜至臺灣沿海作為海上據點。

### 荷治時期
1624年，荷蘭人登陸臺灣，在臺南市安平區建立熱蘭遮城，1635年聖誕節荷蘭東印度公司大員當局發動搭加里揚之戰，擊退原居岡山北部高雄平原的平埔族群馬卡道族塔加里揚社（Taccariang）原住民之後，有系統的引入漢人移民臺灣開墾。。當時打狗已成為漁港，沿海漁民移居者漸多，在漁場附近建立漁寮後，漸漸發展成漁村，據此可知，打狗在當時已經成為臺灣南部的重要漁港，並且時有商船出入貿易。

### 明鄭時期
1661年，南明延平王鄭成功驅逐臺灣的荷蘭東印度公司勢力後，创建了明鄭王朝，鄭氏部隊據地軍屯，稱為「營盤田」，設一府二縣，其中萬年縣為現在的高雄，縣治設於今左營區埤子頭（一說位於二贊行）。明鄭帶來中原文化，及濱海軍事要地之屯墾開發，同時也帶動街市的繁榮。1662年，鄭成功病逝，當時駐防廈門的兒子鄭經，與其叔父鄭襲爆發了爭位內戰，最後鄭經勝出，人稱鄭經克臺。於1664年，萬年縣在鄭經的統治下，更名為萬年州。1681年，鄭經病逝，權臣馮錫範發動兵變，殺監國世子鄭克臧，立自己的女婿鄭克塽繼位，是為東寧之變。

### 清治時期
1683年，清水師提督施琅征討明鄭，鄭克塽降清，臺灣納入清朝版圖，翌年4月設臺灣府，隸屬福建省，其下分設3縣，改天興州為諸羅縣，分萬年州為臺灣、鳳山2縣。
打狗地近台南，且腹地有漁、鹽、糖、米之利，故有「南路米由打狗販運」之說，使打狗在漁港機能外，又具有地區性商港的功能。清代中葉以後，由於安平港淤淺，以致於「海泊往來遂不赴鹿耳，而趨打狗」，遂使打狗的商業活動漸居重要性。
清朝曾經於興隆莊（今左營區）興築「鳳山縣城」，在林爽文事件時城池遭攻破，因此於1788年遷至埤頭街（今鳳山區），興築另一座「鳳山縣城」，俗稱「新城」，在經過多次遷移後，最後官府決定將縣治定在埤頭街，便作為鳳山縣的縣治所在地；隨著漁業逐漸發達，近海區域也逐漸出現零散的小型聚落。
打狗港（今高雄港）於1863年10月開埠作為安平港的外港，次年5月5日開辦海關。

### 日治時期
日治初期開始有計劃地將高雄建設成稍具規模的港埠都市，為殖民勢力向東南亞擴張作準備，自1908年起大力整建高雄港成為現代化港口；今日的哈瑪星與鹽埕區兩處都是日治時期填海造地形成的新市鎮，自1900年起，哈瑪星即為縱貫線鐵路端點站所在地，這兩個區域接近高雄港口是當時發展最為快速的區域。1921年，高雄港進行第2期擴建，碼頭延伸到苓雅區及運河以東，估計人口也增加到11.6萬人。1924年，高雄街改制為高雄市，高雄市役所設於湊町四丁目（今鼓山區代天宮）。1935年時，高雄市的人口達到8.6萬多人。1936年，日本殖民政府再度擴大高雄都市計畫，並進行第3期高雄港擴建，為南侵積極準備，而前鎮區因為臨港的地理位置，成為工業重鎮，高雄港的工業港市已經初具規模。1939年，新高雄市役所（今高雄市立歷史博物館）於榮町落成啟用。
由於高雄優越的地理位置，臺灣總督府計劃將臺灣首府由臺北南遷高雄，新總督府位置就選在今圓山飯店地址，為此，自1930年開始就著手進行高雄新市區道路規劃，完成寬大整齊的棋盤式及環狀道路系統，雖後因太平洋戰爭日本失利而計畫未及實施，但影響至今，高雄擁有最完善的道路系統。 
1940年代後，隨著高雄驛（高雄車站）東移新設，市區開始向東往前金、大港埔一帶擴展。同時基於南進政策需要，日本人開始以高雄作為工業發展基地。然而二戰末期，在美軍軍機的密集空襲下，高雄港與市區受到了嚴重破壞。
此外，日本於二次大戰期間占領南沙群島，更名為「新南群島」，1939年3月起，劃歸臺灣總督府高雄州高雄市管轄。戰後廣泛流傳的謬誤，多稱此應為歷史上第1次將東沙群島、西沙群島和南沙群島納入行政體系。但是，根據昭和14年（1939年）3月30日之臺灣總督府令第31號和臺灣總督府告示第122號，新南群島定義之範圍為北緯7度以北、北緯12度以南、東經111度30分以東、東經117度以西之區域。換言之，新南群島僅限於今南沙群島之一部，不包括東沙、西沙群島，東沙、西沙群島屬於日本軍事佔領，不在高雄市行政管轄之下。

### 光復時期

#### 省轄市時期
1945年後，中華民國政府接收臺灣，高雄港也逐漸恢復正常運作，1966年在前鎮區成立「高雄加工出口區」（今前鎮科技產業園區），以及1970年代，大型造船廠、煉鋼廠、石化廠的設立，高雄作為工業重鎮的形象逐漸確立；高雄港的貨運量也逐年上升，並開始進行擴建；都市的發展區域亦以高雄車站為中心，持續向南、東、北3個方向擴張。
1946年時，市政府統計高雄市內有218家大小工廠，其中戰後新設者有62家。戰前受僱於工廠員工約有萬名；戰後初期則減少到不足六千，其中僱員較多的工廠包括台灣水泥高雄工廠、台灣機械、台灣窯業等。同時，其他接收日本既有產業而來的台灣鋁業、台灣製鹼、台灣肥料與高雄煉油廠等也開始修復或生產。
1953年起，中華民國政府開始第一期四年經建計畫，高雄市工業經濟發展及建設為此一時期經建計畫的重心。1958年，繼續擬訂高雄港十二年擴建計畫，高雄港臨海工業區也在這一時期開闢完成。
1964年，高雄港清港工作近尾聲。當時台灣產業開始起飛，鋼鐵需求增加，拆船業規模也隨之急遽擴張。1966年，高雄臨海工業區及高雄加工出口區第一期工程的完工，成為高雄港市變遷中最大的地標。1969年，高雄第二港口開始興建，1970年代十大建設中有5項與高雄有關，分別為中山高速公路、鐵路電氣化、大造船廠、煉鋼廠、石化廠，都大幅加速高雄的發展，
1975年高雄第二港口完工啟用，高雄港的貨運量也逐年上升並開始進行另一波擴建；而高雄都市的發展區域亦以高雄車站為中心，持續向南、東、北三個方向發展。

#### 院轄市（1994年後稱直轄市）時期
1979年7月1日，高雄市併入南邊的高雄縣小港鄉，並由台灣省省轄市改制為院轄市。同年12月10日（國際人權日），以美麗島雜誌社成員為核心的黨外人士，組織群眾進行示威遊行以訴求民主與自由。其後演變成官民暴力相對，最終以國民黨政府派遣軍警全面鎮壓收場，為臺灣自二二八事件後規模最大的一場官民衝突，史稱「美麗島事件」。該事件對臺灣之後的政局發展有著重要影響，使得國民黨不得不逐漸放棄遷臺以來的一黨專政，乃至於解除戒嚴、開放黨禁、報禁，使臺灣社會得以實現更完整的民主、自由與人權。並且伴隨著國民黨政府的路線轉向，臺灣主體意識日益確立，在教育、文化、社會意識等方面都有重大的轉變。
1992年，因應都市快速發展，市政府遷至四維路的新辦公大樓。2000年代後，市政府愛河與港區環境的重整與美化，及多項文化、休閒設施的整建，加上許多重大公共建設及捷運動工，使得城市面貌在有較大的改變。在都市發展上，除了範圍較大的商圈陸續興起外，陸續推動的交通建設（捷運、鐵路地下化）亦將帶來交通紓解上的助益。高雄市在2009年舉辦了世界運動會，是臺灣首次的綜合性國際賽事。

#### 合併縣區新直轄市
2010年12月25日，直轄市高雄市與臺灣省高雄縣合併，成為一新直轄市，仍名為「高雄市」，原高雄市及高雄縣自治法人消滅，由新高雄市繼承。市議員、市長屆數重計，首任市長由剛於同年11月27日當選的合併前高雄市市長陳菊擔任。另外，高雄市也積極促進與高雄港的合併，以期消除港市隔閡和有效的利用港區土地。
2014年7月31日，高雄市發生嚴重氣爆事故，造成32人死亡，321人受傷。氣爆後的高雄市政府再度提出以「轉型」作為施政的核心價值的城市工業轉型等問題重新討論
2015年10月16日，高雄環狀輕軌開始營運，為全台第一座輕軌運輸系統。
2016年2月6日，高雄美濃地震，直轄市定古蹟旗山天后宮的寺廟牌樓裝飾被震碎、掉落。
2017年起至今，有關高雄產業轉型的議題逐漸受到重視，面對全球暖化，石化等重工業面臨城市永續轉型等，是高雄市在地產業需要面臨的問題。

## 地理
高雄市市境絕大部分位於北回歸線以南（北回歸線通過其極北端）。高雄市轄域寬廣東北至中央山脈、玉山主峰，西南至南海上之南沙太平島、中洲島、東沙群島。高雄市周邊縣市順時針方向與臺南市、嘉義縣、南投縣、花蓮縣、臺東縣、屏東縣相鄰。

### 地形
高雄市行政區土地面積共2,951.8524平方公里，其中山地土地面積占1,555.0398平方公里（52.68％），丘陵和平原土地面積占1,391.2273平方公里（48.22％）；面積最大區為桃源區，約有928.98平方公里，占全市面積3分之1；全市占全國總面積8.14％（約12分之1）。海岸線方面，高雄市西扼臺灣海峽，南臨巴士海峽。西半部為嘉南平原和屏東平原等沖積平原地形，東半部主要為山區（玉山山脈、中央山脈），範圍延伸至玉山；在市區部分鼓山海岸的壽山、左營東側的半屏山，以及東南部的鳳山丘陵（鳳山水庫建於其上）和東北部的岡山丘陵、阿里山山脈，其中壽山與半屏山皆因珊瑚礁隆起而形成。位於市區西南側，隔著高雄港狹長水道與前鎮相對的旗津，原本是一座沙洲半島，後來南端因興建第2港口，而以水道與紅毛港分割。此外，高雄港大致是基於該區域過去原始的潟湖地形整建而來。
屬於高雄市轄下的東沙群島，包括3個珊瑚環礁，分別為北衛灘、南衛灘與東沙環礁。前2者為沉水環礁，後者為出水環礁。位於東沙環礁西側的東沙島，為近期堆積層，幾乎沒有土壤化育，表層覆蓋著貝殼風化成的白沙，有些地方的中層則是由鳥糞堆積成的磷礦層；而南沙群島中太平島為珊瑚礁島，地表之細砂土為珊瑚礁風化所形成，下層為堅硬之礁盤。島之四周均有沙灘。

### 水文
高屏溪是高雄市最大的河流，也是臺灣流域最大的河流。水系位在高雄市的東面，出海口在林園區，是該市與屏東縣主要的邊界，高雄市農業、工業和民生用水之重要來源之一。高屏溪主要支流有荖濃溪與旗山溪等，荖濃溪的支流有濁口溪、寶來溪、拉克斯溪和拉庫音溪等；旗山溪的支流有美濃溪等。此外高雄市境內的主要河川還有前鎮河、愛河、後勁溪、阿公店溪和典寶溪等；該市並與臺南市之間以二仁溪相隔。其中愛河為流經市區最主要的河川，發源自仁武區八卦寮一帶田野地（另外亦自曹公圳灌溉系統引水），長約12公里。
湖泊或集水區部分則有鳥松區的澄清湖與位於半屏山西南側的蓮池潭，還有位於小港區與林園區、大寮區交界處的鳳山水庫，位於高雄市立美術館旁的內惟埤，以及同樣位於覆鼎金一帶的金獅湖。位於燕巢區小崗山東麓與岡山區、田寮區交界之阿公店溪上的阿公店水庫為臺灣唯一以防洪為主要標的之水庫，主要功能為防洪與農田灌溉，為戰後臺灣最早完成之水庫；大壩全長2.38公里，為臺灣最長者並曾是遠東之冠。
全台首座再生水廠，鳳山溪再生水廠市府以BOT方式委由藍鯨水科技經營，已於2018年8月22日通水，臨海污水廠暨再生水廠也將以BOT方式委外經營，預計2022年啟用。

### 氣候
高雄市大部分區域依照柯本氣候分類屬於熱帶乾濕季氣候或熱帶季風氣候。全年平均較臺南以北的副熱帶季風氣候更為溫暖。
相較於台灣其它城市，高雄的旱季也較為明顯，每年5月至9月為高雄的雨季，降下了高雄全年約9成的雨量；而冬天是高雄的旱季，平均每個月只有3天有降雨，此時大雨罕見。體感上四季氣溫變化較不顯著，除12月至隔年2月早晚偏涼，且寒流南下時白天高溫可能下降至20度以下外，其餘月份氣候都較溫暖。高雄的最冷月為1月，平均溫度約19.7度，當寒流來襲時，夜間至清晨會降到8至12度不等，一年中日高溫低於20度的日子一般不會超過10天。市區日低溫跌破10度的頻率大約平均是每兩年一次。氣溫以1月平均攝氏19.7度最低，7月平均攝氏29.4度最高；相對濕度以12月、1月平均71.6%最低，8月平均79.9%最高。
高雄全年日照時數達2,281小時，平均每天日照時數達6小時。以12月日照157.2小時最少，7月日照220.7小時最高。降雨量全年1,968.2毫米，其中以12月及1月平均月總降雨最少，6月及8月最高。有明顯的旱季和雨季，旱季嚴重時曾創下連續半年完全無降雨的紀錄，往往釀成缺水旱情。然而雨季來臨時，亦偶曾出現單日500毫米以上的降雨量。基本上並無低於攝氏10度以下的冬季，區分而言將月均溫度超過22度的分類為夏季，不足22度的為秋季，每年3月至11月為夏季，共9個月；12月至隔年2月為秋季，共3個月。根據1931年1月到2021年12月的統計期，高雄市區的極端最高温為37.6°C，極端最低温為4.4°C。
| 高雄市區（平均數據1991～2020年，極端數據1931～2024年更新中） | 高雄市區（平均數據1991～2020年，極端數據1931～2024年更新中） | 高雄市區（平均數據1991～2020年，極端數據1931～2024年更新中） | 高雄市區（平均數據1991～2020年，極端數據1931～2024年更新中） | 高雄市區（平均數據1991～2020年，極端數據1931～2024年更新中） | 高雄市區（平均數據1991～2020年，極端數據1931～2024年更新中） | 高雄市區（平均數據1991～2020年，極端數據1931～2024年更新中） | 高雄市區（平均數據1991～2020年，極端數據1931～2024年更新中） | 高雄市區（平均數據1991～2020年，極端數據1931～2024年更新中） | 高雄市區（平均數據1991～2020年，極端數據1931～2024年更新中） | 高雄市區（平均數據1991～2020年，極端數據1931～2024年更新中） | 高雄市區（平均數據1991～2020年，極端數據1931～2024年更新中） | 高雄市區（平均數據1991～2020年，極端數據1931～2024年更新中） | 高雄市區（平均數據1991～2020年，極端數據1931～2024年更新中） |
| 月份                                                         | 1月                                                          | 2月                                                          | 3月                                                          | 4月                                                          | 5月                                                          | 6月                                                          | 7月                                                          | 8月                                                          | 9月                                                          | 10月                                                         | 11月                                                         | 12月                                                         | 全年                                                         |
| ------------------------------------------------------------ | ------------------------------------------------------------ | ------------------------------------------------------------ | ------------------------------------------------------------ | ------------------------------------------------------------ | ------------------------------------------------------------ | ------------------------------------------------------------ | ------------------------------------------------------------ | ------------------------------------------------------------ | ------------------------------------------------------------ | ------------------------------------------------------------ | ------------------------------------------------------------ | ------------------------------------------------------------ | ------------------------------------------------------------ |
| 历史最高温 °C（°F）                                          | 31.6 (88.9)                                                  | 32.5 (90.5)                                                  | 34.5 (94.1)                                                  | 36.8 (98.2)                                                  | 36.4 (97.5)                                                  | 37.2 (99.0)                                                  | 37.1 (98.8)                                                  | 36.1 (97.0)                                                  | 37.6 (99.7)                                                  | 34.8 (94.6)                                                  | 33.0 (91.4)                                                  | 32.4 (90.3)                                                  | 37.6 (99.7)                                                  |
| 平均高温 °C（°F）                                            | 24.2 (75.6)                                                  | 25.0 (77.0)                                                  | 27.0 (80.6)                                                  | 29.3 (84.7)                                                  | 31.0 (87.8)                                                  | 32.1 (89.8)                                                  | 32.7 (90.9)                                                  | 32.1 (89.8)                                                  | 31.8 (89.2)                                                  | 30.1 (86.2)                                                  | 28.1 (82.6)                                                  | 25.3 (77.5)                                                  | 29.1 (84.4)                                                  |
| 日均气温 °C（°F）                                            | 19.7 (67.5)                                                  | 20.7 (69.3)                                                  | 23.0 (73.4)                                                  | 25.7 (78.3)                                                  | 27.8 (82.0)                                                  | 28.9 (84.0)                                                  | 29.4 (84.9)                                                  | 28.9 (84.0)                                                  | 28.5 (83.3)                                                  | 26.9 (80.4)                                                  | 24.5 (76.1)                                                  | 21.2 (70.2)                                                  | 25.4 (77.7)                                                  |
| 平均低温 °C（°F）                                            | 16.2 (61.2)                                                  | 17.2 (63.0)                                                  | 19.7 (67.5)                                                  | 22.8 (73.0)                                                  | 25.2 (77.4)                                                  | 26.3 (79.3)                                                  | 26.7 (80.1)                                                  | 26.3 (79.3)                                                  | 25.9 (78.6)                                                  | 24.4 (75.9)                                                  | 21.6 (70.9)                                                  | 17.9 (64.2)                                                  | 22.5 (72.5)                                                  |
| 历史最低温 °C（°F）                                          | 5.7 (42.3)                                                   | 6.6 (43.9)                                                   | 6.8 (44.2)                                                   | 10.3 (50.5)                                                  | 17.3 (63.1)                                                  | 19.0 (66.2)                                                  | 20.0 (68.0)                                                  | 20.7 (69.3)                                                  | 19.5 (67.1)                                                  | 14.7 (58.5)                                                  | 10.2 (50.4)                                                  | 4.4 (39.9)                                                   | 4.4 (39.9)                                                   |
| 平均降雨量 mm（）                                            | 19.1 (0.75)                                                  | 17.7 (0.70)                                                  | 32.3 (1.27)                                                  | 68.4 (2.69)                                                  | 202.2 (7.96)                                                 | 416.2 (16.39)                                                | 377.2 (14.85)                                                | 512.4 (20.17)                                                | 224.5 (8.84)                                                 | 53.4 (2.10)                                                  | 25.6 (1.01)                                                  | 19.2 (0.76)                                                  | 1,968.2 (77.49)                                              |
| 平均降雨天数（≥ 0.1 mm）                                     | 3.2                                                          | 3.2                                                          | 3.6                                                          | 5.4                                                          | 9.2                                                          | 12.9                                                         | 13.2                                                         | 16.7                                                         | 10.1                                                         | 4.2                                                          | 2.8                                                          | 2.8                                                          | 87.3                                                         |
| 平均相對濕度（％）                                           | 71.6                                                         | 71.8                                                         | 71.9                                                         | 74.2                                                         | 76.6                                                         | 79                                                           | 78                                                           | 79.9                                                         | 77.5                                                         | 74.2                                                         | 73.1                                                         | 71.6                                                         | 75.0                                                         |
| 月均日照時數                                                 | 177                                                          | 176                                                          | 194.7                                                        | 197.2                                                        | 207.7                                                        | 215                                                          | 220.7                                                        | 189.3                                                        | 188.6                                                        | 191.9                                                        | 166.5                                                        | 157.2                                                        | 2,281.8                                                      |
| 来源：中央氣象局；                                           |                                                              |                                                              |                                                              |                                                              |                                                              |                                                              |                                                              |                                                              |                                                              |                                                              |                                                              |                                                              |                                                              |

### 空氣品質
2015年根據康健雜誌報導，全台PM2.5空氣污染最嚴重的前三名在高雄地區。高雄市左營區空氣品質指標AQI大於100的天數最多，2016年左營區有156天空氣品質不良居冠，2016年11月到2017年10月共有170天，居次的楠梓區一年有153天空氣品質不良。
在位於後勁的五輕關閉後，左營區等北高雄仍是全台灣空氣品質不良天數最高的地方。

## 行政區劃
| 高雄市行政區劃圖 |
| --- |
| 茄萣區 永安區 彌陀區 梓官區 楠梓區 左營區 鼓山區 三民區 新興區 前金區 鹽埕區 苓雅區 前鎮區 旗津區 小港區 林園區 湖內區 路竹區 岡山區 橋頭區 阿蓮區 燕巢區 大社區 仁武區 鳥松區 鳳山區 大寮區 大樹區 田寮區 內門區 旗山區 杉林區 美濃區 甲仙區 六龜區 那瑪夏區 桃源區 茂林區 嘉義市 嘉義縣 臺南市 南投縣 花蓮縣 臺東縣 屏東縣 |

### 日治時期行政區正式改名為高雄
1920年9月，行政區域改革開始，日本人將地名從「打狗」改為「高雄」，並將本市劃為「高雄郡高雄街」，隸屬於高雄州；四年後廢除高雄郡，直接將高雄街改設為「高雄市」，仍隸屬於高雄州，自此高雄正式取代鳳山成為此區域之名。

### 民國時期
民國時期於1945年原高雄市成為省轄市，隸屬臺灣省。1946年轄鹽埕、鼓山、左營、楠梓、三民、新興、前金、連雅（苓雅）、前鎮與旗津10區。1979年原高雄市升格為院轄市，高雄縣的小港鄉劃歸原高雄市管轄，該鄉升格為小港區。1983年原劃歸海南特別行政區管轄的南海東沙群島以及南沙群島中的太平島、2005年南沙群島中的中洲島，行政管理上開始由本市旗津區中興里管轄。
2010年高雄市縣合併改制後，原高雄市11個區與原高雄縣27個鄉鎮市，合併成38個區（含3個直轄市山地原住民區），651個里，1萬7,333個鄰。

## 人口

高雄市2009年底人口密度圖。

截至2025年2月，高雄市人口有2,729,670人，主要集中在西部沿海一帶，尤以港區周遭地方佔較多比例，東北部地區則因屬山坡地，人口較為稀少，各區人口最多與最少的行政區分別是鳳山區及茂林區，人口密度最高與最低的行政區則分別是新興區及桃源區。就地方而論，鳳山地區（東高雄）受縣市合併改制和郊區化的影響，目前為主要人口成長地區，其中鼓山區、仁武區和楠梓區，已成為人口數增加最快的幾個行政區。另外，北高雄地區則因商圈及新興住宅區的崛起，人口則穩定成長。但由於楠梓區、鼓山區、仁武區等人口成長區的增加速率略小於前鎮區、苓雅區、三民區等人口流失區的衰退速率，因此高雄市人口成長有偏向輕度流失的狀態。

### 族群分佈
高雄市境內以漢人為多，又以散居平原地帶的閩南人為主；次為分布在美濃、杉林、六龜、甲仙的客家人，這些客家人同時也屬臺灣南部「六堆」客家人中的「右堆」。而1945年後來到臺灣的外省人移民，則在各地設有眷村聚落，其中以軍事設施所在的岡山、左營、鳳山較集中。
南島民族部分，有居住於高山地帶的布農族，主要分布在桃源與那瑪夏。在茂林則有日治時期移民至此的魯凱族下三社。居住於桃源及那瑪夏的拉阿魯哇族（Hla'alua），和居住於那瑪夏的卡那卡那富族（Kanakanavu）。此外也有傳統上歸類為「平埔族」的南島語族，按照目前尚有族群認同之族人人數排序，依序為甲仙、六龜、杉林的大武壠族，內門、田寮、燕巢的西拉雅族，以及鄰近屏東一帶如旗山的馬卡道族。
明、清渡海至高雄開發的人群，主要來自中國大陸閩、粵兩省，以福建省泉州府和漳州府為主，漳泉移民內中泉州籍移民多於漳州籍，其中高雄平原以漳州籍移民為主的街庄為主較多，泉州府籍移民（三邑、同安與安溪）為主的街庄主要分佈在沿海與大樹；漳泉以外的移民構成福建族群之少數，有福州、汀州和興化移民；廣東移民內部的結構與桃竹苗地區不同，嘉應州移民在本區佔相對多數，而桃竹苗地區有相當比例之潮、惠移民。

### 勞動力
1980年代末期，臺灣的勞力密集產業面臨升級與轉型的壓力，許多加工出口區的廠商撤資、關廠或遷廠至能夠大量提供廉價勞動力的地區。繼續留在臺灣的廠商則開始引進外籍移工，替代本國勞工事從需要耗費大量勞力的工作。鄰近楠梓加工區的後勁，即因此而呈現出「移工國際村」的風貌，形成特殊的聚落型態。
2010年上半年大高雄地區勞動人力數目有132萬人，占總人口47.6%；非勞動力計有98.5萬人，占大高雄地區總人口47.6%；其中前高雄市失業率5.6%，前高雄縣失業率5.3%，平均失業率5.45%，前高雄市從事以服務業為主，前高雄縣從事以工業為主。
至2016年，高雄市就業者以服務業為主（57.9萬人），工業（38.5萬人）；由就業者職業觀察，生產及有關工人、機械設備操作工及體力工最多，服務工作人員及售貨員次之，技術員及助理專業人員再次之；由從業者身分觀察，受僱者為主，自營做業者次之。

## 政治
2010年12月25日高雄縣市合併改制後之為「高雄市」，根據高雄縣市合併專屬網站，其定位為新成立之直轄市。早期原高雄市市長多為中國國民黨籍，但自謝長廷起，曾經連續三任為民主進步黨籍；合併改制後，陳菊成為臺灣首位女性民選直轄市市長，二十年間高雄市泛綠支持者的比例大於泛藍支持者，亦於高雄市議會取得優勢。但在2018年市長選舉中，國民黨提名的韓國瑜擊敗民進黨提名的陳其邁，成為高雄縣市合併改制後首位國民黨籍市長，而國民黨亦同時取得市議會過半數的席次，結束民進黨在高雄市20年、原高雄縣32年的執政。但僅一年半之時間，韓國瑜便被罷免，成為中華民國史上第一位以四分之一新門檻被罷免的直轄市市長。

### 市政組織
高雄市政府是高雄市的最高行政機關，在中華民國政府架構中為直轄市自治的行政機關，同時負責執行中央機關委辦事項，高雄市的自治監督機關為行政院各部會（主要為內政部）。市長由全體市民直接選舉產生，任期為四年，連選可連任一次。高雄市政府並置市政會議，為市政最高決策機構，在市長及副市長之下，設有35個區公所（不含3個山地原住民區）、32個所屬一級機關、138個所屬二級機關、355所各級學校。
高雄市市長是高雄市政府之行政首長，負責綜理市政，並指揮、監督所屬職員及機構，現任市長為民主進步黨籍的陳其邁。
高雄市議會是高雄市的最高民意機關，代表高雄市全體市民立法和監察市政府之施政。市議員由公民直選選出，任期為四年，可連選連任。高雄市議會共有65位市議員，分別為第一選區3席市議員、第二選區3席市議員、第三選區5席市議員、第四選區9席市議員、第五選區5席市議員、第六選區4席市議員、第七選區7席市議員、第八選區5席市議員、第九選區8席市議員、第十選區8席市議員、第十一選區4席市議員、第十二選區1席市議員、第十三選區1席市議員、第十四選區1席市議員、第十五選區1席市議員，議長、副議長由65位市議員互選產生。
| 屆次   | 市長           | 市長       | 市長          | 就任時間       | 卸任時間                        | 備註                                       |
| ------ | -------------- | ---------- | ------------- | -------------- | ------------------------------- | ------------------------------------------ |
| 1      |                | 陳菊照片   | 陳菊 （民）   | 2010年12月25日 | 2014年12月25日                  |                                            |
| 2      | 2014年12月25日 | 陳菊照片   | 陳菊 （民）   | 2018年4月22日  | 2018年4月辭職，轉任總統府秘書長 |                                            |
| 代理   |                | 許立明照片 | 許立明 （民） | 2018年4月23日  | 2018年12月25日                  | 原副市長代理                               |
| 3      |                | 韓國瑜照片 | 韓國瑜 （國） | 2018年12月25日 | 2020年6月12日                   | 遭罷免解職                                 |
| 代理   |                | 楊明州照片 | 楊明州 （無） | 2020年6月13日  | 2020年8月24日                   | 行政院院長任命代理市長（原高雄市政府參事） |
| 3 補選 |                | 陳其邁照片 | 陳其邁 （民） | 2020年8月24日  | 2022年12月25日                  |                                            |
| 4      | 2022年12月25日 | 陳其邁照片 | 陳其邁 （民） | 現任           |                                 |                                            |

### 中央政府機關
- 行政院南部聯合服務中心
- 中華民國海洋委員會
- 內政部警政署保安警察第五總隊
- 內政部警政署鐵路警察局高雄分局
- 內政部國家公園署海洋國家公園管理處
- 內政部移民署高雄收容所
- 經濟部產業園區管理局
- 經濟部產業園區管理局（高屏分局）
- 經濟部標準檢驗局（高雄分局）
- 經濟部水利署（第六河川分署）
- 經濟部水利署（南區水資源分署）
- 財政部高雄國稅局
- 財政部關務署高雄關

- 交通部公路局高雄市區監理所、（苓雅監理站）、（旗山監理站）
- 勞動部勞動力發展署高屏澎東分署
- 海洋委員會海巡署南部分署
- 海洋委員會海洋保育署
- 國家海洋研究院
- 農業部漁業署
- 農業部高雄區農業改良場
- 農業部農業試驗所鳳山熱帶園藝試驗分所

### 司法機關
臺灣高雄地方檢察署與臺灣橋頭地方檢察署是管轄全高雄市檢察機關，於行政上隸屬法務部。
高雄地方法院屬於普通法院，下設有2個普通庭，分別是高雄普通庭和鳳山普通庭，受理不服簡易庭所為民事、刑事第一審裁判上訴、抗告案件及違反社會秩序維護法裁判抗告案件之審理。並設有2個簡易庭，分別是高雄簡易庭、鳳山簡易庭，受理第一審民事、刑事訴訟簡易事件及違反社會秩序維護法案件之審理。2016年9月1日臺灣橋頭地方法院成立，岡山與旗山等區域改隸橋頭地院。
高雄市改制院轄市後，臨時市議會建議在高雄市興建臺灣高等法院高雄分院，管轄臺灣高雄地方法院、臺灣屏東地方法院、臺灣澎湖地方法院及臺灣高雄少年及家事法院，中央依循民意，為求便民，於1981年7月迄1986年，完成建築用地之徵收與撥用，1990年2月1日，臺灣高等法院高雄分院暨檢察署正式成立，並自同年5月1日起，開始受理高雄、屏東、澎湖三地方法院之民、刑事上訴、抗告等案件。
另於楠梓區設立高雄高等行政法院，負責嘉義縣、嘉義市、臺南市、高雄市、屏東縣、台東縣、澎湖縣一般行政訴訟及第二審簡易行政訴訟程序及交通裁決案件。嘉義、臺南地區因另設有高雄高等行政法院臺南庭，故可在臺南市轄區內提出訴訟，無須至高雄市辦理。

### 治安
2010年12月25日縣市合併改制，成為新高雄市。2017年高雄市政府警察局處理刑事案件破獲率90.26%，較破獲數增加上年2.33%，刑事案件以竊盜罪多
。

### 對外交流
高雄市的對外交流始於清治時期打狗港，1879年英國曾在此處設立領事館，目前有 日本交流協會高雄事務所、 美国在臺協會高雄分處、 菲律賓駐臺代表處高雄分處等3個國家之代表機構或辦事處設於境內。
高雄市目前共有42個姐妹縣市，分布情形為北美洲16個、中南美洲4個、亞太13個、歐洲3個、非洲5個：
| 北美洲 - 美国 夏威夷州 檀香山 - 美国 田納西州 诺克斯维尔 - 美国 佛羅里達州 彭薩科拉 - 美国 喬治亞州 梅崗 - 美国 喬治亞州 平原鎮 - 美国 阿拉巴馬州 莫比爾 - 美国 奧克拉荷馬州 淘沙市 - 美国 德克薩斯州 聖安東尼奧 - 美国 阿肯色州 小岩城 - 美国 科羅拉多州 科羅拉多泉 - 美国 佛羅里達州 邁阿密 - 美国 奧勒崗州 波特蘭 - 美国 華盛頓州 西雅圖 - 美国 佛羅里達州 羅德岱堡 - 美国 華盛頓州 金郡 - 美国 紐約州 橘郡 中南美洲 - 哥伦比亚 巴蘭幾亞 - 卡塔哥 - 貝里斯市 - 巴拿马 巴拿馬城 - 圣基茨和尼维斯 巴士底 | 亞太地區 - 昆士蘭省布里斯本 - 日本 東京都八王子市 - 日本 熊本縣 - 日本 熊本縣熊本市 - 日本 新潟縣佐渡市 - 大韓民國 釜山廣域市 - 大韓民國 大邱廣域市 - 大韓民國 大田廣域市 - 大韓民國 京畿道水原市 - 菲律賓 宿霧省宿霧市 - 越南 峴港市 - 馬爾地夫 馬累 - 帛琉 柯羅州 歐洲 - 德国 薩克森州礦山縣 - 斯洛伐克 布拉提斯拉瓦州 - 科索沃 普里斯提納 非洲 - 南非 德班 - 马拉维 布蘭岱 - 康尼芬市 - 姆巴巴內 - 聖佩德羅 |

### 城市評比
美世生活品質調查公布2023年對全球241個城市所進行的評比，高雄市名列第101名。

## 經濟與財政
高雄與台灣其它城市的歷史同樣受國家政策影響，1860年前被稱为打狗的高雄僅是個小漁村，雖然具備天然港灣的先天優勢，但長期以來不受清廷的重視。:51高雄經濟的崛起始於1860年依據清代《北京條約》而進行的開港通商。直到1864年起，清廷于打狗設置海關，許多西方國家開始在打狗港成立洋行，打狗港逐漸發展為國際貿易港埠。
1895年，台湾在甲午戰爭後割予日本，日本人随後投入大量資源建設高雄港，並配合高雄港的未來發展，在附近積極建設高雄港的聯外鐵公路，交通網輻射整個高雄平原。縱貫鐵路開通後，打狗港成為台灣南方的貨運集散中心:50。日治時代中期，打狗被定位為日本的南進基地，於是乎日本對於打狗的經濟建設更甚以往，高雄搖身一變超越台南市，晉升為臺灣的第二大城，而工業發展在日本殖民主義政策下，高雄的產業發展以農產品加工業與輕工業為主。國民政府來台後在高雄市內設立了早期代工製造業型態之高雄、楠梓加工出口區，以及重工業的臨海工業區，造就一段時日的經濟榮景；但隨著生產成本的增加、產業競爭加劇的時代變遷，製造業開始感受到產業升級與轉型生存壓力與日俱增。
高雄市在全球化及世界城市研究網絡（GaWC）發表的2022、2024年全球城市名冊中，被列為與克拉科夫、維爾紐斯、名古屋和鹽湖城等同屬於「Sufficiency」（自給）級別的國際都市。2022年高雄市工業及服務業生產總額為新臺幣5兆8,720億元（全國僅次於臺北市）；市內經濟以二級產業和三級產業為重心，產值占全市生產總額97%。總部設於高雄市的知名企業有大統集團、義聯集團、中國鋼鐵、台灣中油、臺灣國際造船、臺灣港務公司、唐榮鐵工廠、日月光集團、光陽工業與臺灣時報等。

### 一級產業
高雄市的一級產業主要為漁業與農業。漁業據點主要分布於茄萣區、梓官區、旗津區、鼓山區、前鎮區與小港區等，共有20個漁港。其中規模最大的是前鎮漁港；作業範圍包含太平洋、大西洋及印度洋等洋區，是臺灣捕漁獲量最多，也是船舶噸位最大的漁港。此外，還有蚵仔寮漁港、鼓山漁港、興達漁港、旗津漁港與白砂崙漁港等。原高雄市在2009年的漁業生產量為176,862公噸，漁產量為全國最多；其中98.17%的產量屬於遠洋漁業，比例也是全國最高。農業地帶多分布於前高雄縣；高雄農改場的「147號香鑽米」榮獲2021年比利時的國際風味暨品質評鑑的三顆星最高榮譽。

### 二級產業
高雄市的二級產業有重工業、高科技與其他製造業，以重工業為主，多位於路竹區、仁武區、大社區、林園區、楠梓區、前鎮區、大寮區與小港區。1960年代於前鎮區及楠梓區分別設置的高雄加工出口區與楠梓加工出口區，帶動大量就業機會，是高雄市早期經濟快速發展的主因之一。
小港區的臨海工業區是重工業的集中地，有中國鋼鐵公司、臺灣國際造船公司、臺灣中油公司與唐榮鐵工廠等。中國鋼鐵公司是臺灣規模最大的煉鋼廠，且是唯一有高爐與一貫作業的鋼鐵廠，2005年爲世界排名第19位鋼鐵廠。臺灣國際造船公司是臺灣規模最大的造船廠，2005年世界10大造船國排名，臺灣排名世界第6名。臺灣中油爲臺灣最大的石油公司，大林蒲煉油廠是其最大的生產基地。
林園工業區為南部最大石化工業區，此外有永安工業區、岡山本洲工業區、鳳山工業區、大寮區的大發工業園區、仁武區和大社區的仁大工業區。楠梓區內原有高雄煉油廠已於2015年10月31日正式吹熄燈號。
2000年起高雄市政府爲促進產業升級，發展岡山地區爲高科技產業重鎮，並在路竹區及橋頭區設有南部科學工業園區高雄第一及第二園區、岡山區設有南區環保科技園區。前鎮區的高雄多功能經貿園區內亦有高雄軟體科技園區。
高雄市的二級產業從日治時期發展至今，大致可以分為六個階段來討論。

#### 日治時期
日治時代早期，日本以對東南亞殖民南進政策對台灣執行「工業日本、農業台灣」基本政策，台灣的產業係以農產加工業為主，高雄地區的產業定位在為殖民政府增加高雄縣的農產生產為目標，加強建設高雄港為農產品出口貿易港，並以高雄地區作為日本對東南亞殖民南進政策的基地之一來建設高雄。由於日治初期打狗港的經營和發展演變，舊式的街莊制度無法應付新形勢，遂於1924年廢高雄郡街，改行州轄市制，於今鼓波街代天宮址設立高雄市市役所，直屬高雄州，此為高雄設市之始。
日本軍閥發動九一八事變執行南進政策，因為需要有強大的軍力及軍需補給，開始建設高雄市的重工業。日本鋁株式會社高雄工場於1935年開始建設，1936年開始生產。二戰期間，日本人因軍事需要，開始在台灣建立鋼鐵、機械、石化、造船及煉鋁工業，當時高雄的半屏山北、壽山腳下與獅甲等地區紛紛成立工廠，成為台灣的工業重地，高雄的發展逐漸超越台南，成為南台灣第一大城、台灣第二大城。

#### 戰後重建時期
二次大戰結束後，中華民國代管政府將日本人遺留之工業設備分別接收管理，高雄市多數較具規模的日資工廠，分別改為公有或國營。而規模較小者則開放招標民營，除製鋁、水泥、肥料、煉油、製鹼、鋼鐵、機械等大工廠在廢墟中修復與改進之外，紡織、金屬、窯業、水泥、肥料、製鹼、印刷、食品、瓦斯、電器、煉油、製鋁等工廠持續發展，當時較著名的大型工廠主要分布於鼓山、前鎮、鹽埕區與左營區，有台泥、臺灣機械公司、台肥等三廠、高雄硫酸亞廠、台灣鹼業公司、唐榮、高雄煉油廠與台灣農化廠等十家。至1948年6月高雄地區的工廠共計526家，此階段的高雄延續日治的工業基礎，逐步成為台灣的工業中心。
而隨著中華民國政府接收台灣，高雄港也逐漸恢復正常運作，1966年在楠梓籌備成立加工出口區，加上1970年代，大型造船廠、煉鋼廠、石化廠的設立，高雄港的貨運量也逐年上升，並開始進行擴建，高雄市工業重鎮的形象逐漸確立。

#### 1966年－1976年
1950年代末期，國際分工體制開始發生變化，戰後開發國家的技術進步導致社會生產力空前提高及跨國公司的興起，而許多開發國家奉行資本主義，造成高工資、高消費，形成物價上漲、通貨膨脹，此時工業產品的生產製造在成本考量下，逐漸由高工資的已開發國家移轉至開發中國家，遂促使開發國家在世界各地尋覓廉價勞動力。台灣掌握此一國際加工基地移轉的契機，在1966年12月創立高雄加工出口區，並於1970年於高雄港開始興建貨櫃儲運中心，1971年4月增設完成楠梓加工出口區，快速的發揮帶動工業發展的功能，不僅吸引了大量的外資及技術，創造大量的就業機會，隨著廠商及人口湧入高雄，同時也帶動了整個高雄產業的發展，改變了高雄的產業結構。在此時期高雄地區境內設置的工業區有：1971年設置大社工業區、仁武工業區，1974年設置鳳山工業區，1975年設置永安工業區、林園工業區。

#### 1976年－1986年
1970年代爆發兩次能源危機，石油、煤炭、電力以及貨物運輸價格普遍上漲，開發國家建立在進口廉價石油、礦砂基礎上的鋼鐵業和石油化學業遭受沈重打擊。在因應世界潮流調整產業結構，以及台灣廉價勞動力逐漸喪失的狀況下，政府進一步規劃我國工業升級，擬定高雄地區積極發展石化業等重工業政策，陸續設立高雄縣大社工業區、仁武工業區、林園工業區等大型工業區（第一、二者現已合併為「仁大產業園區」）。石化工業的發展，使得高雄都會區的重工業由原本的高雄港區地帶，逐漸向當時的都會區外緣鄉鎮蔓延，就在政府刻意經營高雄為工業都市的政策下，高雄的產業結構也就呈現了工業都市的形貌。在此階段，政府推動十大建設，其中的中油、中鋼、中船相繼在高雄市設廠，帶動高雄市產業另一次結構重整，再加上前一階段加工出口區的創立，加速高雄的經濟發展的腳步。

#### 1986年－1996年
1986年至1991年間高雄成長的產業主要皆以化學工業為主，如基本金屬業、石油以及煉製品業等。此階段的電力、電子機械業雖仍居第1位，但其比重卻不增反減，而反觀其他排名前五名的產業則多為重化工業，如基本金屬業、運輸工具業、石油及煤製品業。但事實上，整個台灣的重化工業發展到此一階段已面臨瓶頸，全球性的綠色環保意識高漲，相關綠色運動在國內方興未艾，如鹿港的居民反杜邦設廠事件、新竹的李長榮化工廠事件、與後勁反五輕等，皆使欲提高石化原料自給自足率的國家經建計畫遭阻斷。而後創下直接賠償受污染居民先例的林園事件，更使石化工業蒙上污染工業之首的惡名，也帶來日後「環保回饋」的問題。而曾在高雄盛極一時的拆船業，即將沈船打撈、解體並販賣船體鋼板，成為鋼鐵原料，而後發生大仁宮廢船爆炸事件，也因高雄港務局收回拆船碼頭，再加上環保意識抬頭、勞工成本不斷上升等諸多因素，走向夕陽。

#### 1996年後的產業轉型階段
中央研究院人文社會科學研究中心副研究員林季平的一項研究指出，1980年代在全球化效應之下，全台灣的產業開始面臨轉型升級的挑戰，尤其是高雄的重工業，並推論因在美麗島事件等事件上，對於當時執政的中國國民黨威權的挑戰，中央政府開始有意無意地大幅縮減對包含高雄市在內的整個南台灣的經濟支持，這也是造成臺灣人口開始往北臺灣單向集中的原因之一。
1994年政府曾提出亞太營運中心計畫，有意將高雄市打造為亞太海運轉運中心、電訊中心與金融中心，可最終未能落實。高雄市發展重化工業的負面代價逐漸顯現，促使產業開始朝向低耗能、低污染、高附加價值的新興策略性工業邁進，以資訊技術革新為導向的產業轉型。然而在缺乏中央政府的支持及高科技產業群聚於北台灣的大環境下，加上地方政府未能再更積極應變，導致高雄的產業轉型遇到困難，無法跟上時代趨勢，經濟發展開始進入停滯階段，人口出現外移。陳水扁政府時期曾籌設高雄生物科技園區（南科楠梓園區），但第七屆立法院的多數立委認為竹北生物科技園區的開發成效尚未達到預期，因而決議凍結高雄生技園區工程費預算，列入「持續檢討中」名單，無法執行預算。
蔡英文政府在前瞻基礎建設「風力發電4年計畫」中，借重興達漁港潮差小、交通便利、學研單位資源豐富、支援產業健全等地利優勢，建置高雄海洋科技產業創新專區以推動離岸風電產業。並將中油高雄煉油廠（五輕）未受污染部分中的17公頃土地劃設新材料產業研發園區，作為擴大綠能科技研究所之用。
該屆政府力促位於既有產業廊帶上或產業群聚處之高雄新市鎮開發轉型為科學園區，以便有效擴充產業腹地、加強產業空間的連結使用；南部科學園區的橋頭園區及楠梓園區，以及市政府自行開發的和發產業園區、仁武產業園區等，皆是透過「新市鎮開發」與「園區籌設」雙軌併行模式，進行園區報編、同時辦理聯外道路開闢及用地儲備，讓招商引資、廠商進駐，得以零時差同步展開，創造就業機會使人才留在高雄當地，帶動城市經濟發展。

### 三級產業
高雄市以服務業為主體的三級產業，重心於鹽埕區、前金區、新興區、苓雅區、鳳山區、前鎮區、左營區與三民區，部分區塊有朝著商圈化方向發展的趨勢。
高雄多功能經貿園區座落於高雄港東側，向東緊鄰苓雅商圈，南側鄰接臨海工業區及高雄港貨櫃中心，面積約587公頃，大部分原為港區、工業區及閒置的國有土地，亦包含前鎮科技產業園區及中島商港區。近年來配合亞洲新灣區政策，以公共設施的開闢推動現有的閒置土地開發，發展成具文化休閒、科技產業、倉儲轉運、金融商業之區域。統一夢時代購物中心、高雄85大樓以及2018年設立的中華民國海洋委員會皆在此區域內。
近年來，由於文化創意與設計產業受到業界、官方及學術界重視，市政府的文化建設計畫如海洋文化及流行音樂中心、高雄市立圖書館總館等硬體建設相繼獲得中央政府挹注支持，高雄展覽館亦於2014年4月14日開幕啟用，舉辦國際大型研討會議及大規模展示活動。文創產業之所以在高雄蓬勃發展，逐漸在南臺灣匯聚成一股新興潮流，其最重要契機在於2009年世界運動會開幕式中行銷的臺灣意象，許多臺灣南方文化符號在舞臺初登場後便流行全國；如發源於臺灣西部的電音三太子，是高雄乃至臺灣常見的表演元素之一。隨著高雄電影節、大港開唱、好漢玩字節、春天藝術節、青春設計節、大彩虹音樂節等活動的揭幕，吸引全國優秀文化創意、設計人的共襄盛舉，透過文化展演、交流，擴大高雄的藝術視野。

#### 會展產業
國際會議協會（ICCA）公布的2023年全球會議指標排名，高雄市在亞太區域排第41名，全球排第196名。
國際會議：
- 2006年舉行水岸城市高峰論壇[93]。
- 2009年舉行第12屆國際志工協會亞太區域年會[94]。
- 2009年10月4日舉行第33屆國際都市發展協會（INTA33），高雄市政府並為此舉辦「高雄行動創意」徵選活動來共襄盛舉。
- 2013年9月9日舉行第9屆亞太城市高峰會[95]。
- 2015年11月26日到28日舉行第三屆世界健康大會。
- 2017、2018、2019、2020年舉行GHCF全球港灣城市論壇。
- 2017年舉行地方政府永續發展理事會的生態交通全球盛典EWC。
- 2020年舉行ICCA（英语：International Congress and Convention Association）年會。

國際展覽：
- 2010年10月19日舉辦臺灣國際扣件展覽會。[96]
- 2011年3月4日舉辦2011高雄國際觀光旅展。[97]
- 2014年5月8日至5月11日，2018年3月15日至18日舉辦台灣國際遊艇展。[98][99][100]
- 2016年，2018年4月4日至7日，2022年與2023年舉辦高雄國際動漫節。[101]
- 2018年11月30日至12月3日舉辦高雄國際美容化妝品展。[102]

#### 媒體產業
南臺灣三大報分別為《民眾日報》、《台灣時報》及《台灣新聞報》。
在1970到1980年代，北台灣的報業市場由《中時集團》和《聯合報系》兩大報系把持。在南台灣的核心高雄市，《民眾日報》、《台灣時報》和《台灣新聞報》等報的發行量才是真正的霸主，相形之下《中時》、《聯合》等在台北被中國國民黨實質控制與金援的侍從媒體，則鞭長莫及，難以在南台灣深耕。南臺灣三大報的巔峰時期落在1990年左右，每天的發行量以數十萬計算，足以與北台灣由中國國民黨支持的兩報三台分庭抗禮。
然而近年來這些報業由於皆為獨立經營，都不等程度地遭受大環境改變的衝擊，陷入經營困難。

### 負債問題
2024年10月高雄市總債務餘額為2,316億元，已由2018年的2,431億元下降115億元，但此財政議題依舊受到關切，更成為地方政府須持續面對的問題。

## 文化
高雄市是南臺灣的文化中心與近代臺灣與外國聯繫的重要窗口，其文化是在中國傳統文化的基礎上，高雄港開埠後與傳入影響高雄的西方文化和日本文化融合逐步形成而兼容的產物。近代工商文明和西方文化的引入，工業發達的高雄市與高雄港的開放性容納了附近縣市的移民，融合了左營海軍眷村、鳳山陸軍眷村、岡山空軍眷村的眷村文化，美濃的客家文化與台灣主流的閩南文化，多元文化的交流使得高雄市擁有區別於其他地方的文化，在飲食、音樂、藝術、民俗等方面都可以體現獨特、自成一體又開放的風格。
中華民國接收臺灣後，中國國民黨政府在台灣的「中國化」與「去日本化」文化方針，60、70年代臺灣南部重工業輕文化的政策，產業佈局上積極擴張高雄市的港口與重工業機能，直到1990年代末期高雄只有國立中山大學一所綜合大學、及高雄市立中正文化中心一間專業的文化展演中心，由於空氣骯髒、水質不良、圖書館資源匱乏，加上高雄港實施戒嚴，外人難以靠近，以及愛河受到重工業汙染河水與周遭空氣等負面印象，高雄長年被媒體貶低壓抑為「文化沙漠」或「文化邊陲」的刻板印象。然而20餘年來在高雄市政府的文化建設與環境污染管理防治下，高雄已經是充滿豐富文化硬體建設，並能展現原有多元文化內容的文化城市。

### 展覽與美術工藝
高雄市接受全球化浪潮的洗禮並迅速發展出一套屬於自身特色的藝術行為，成為臺灣的時尚與藝術中心之一。許多臺灣在地的藝術工作者、甚至來自世界的藝術家、設計師與文化人們也都聚集在此。美麗島站車站內部之公共藝術作品——光之穹頂，被視為是高雄公共藝術的殿堂級代表性作品。1952年在畫家劉啟祥的提倡下高雄當地的畫家籌組了高雄美術研究會。並且與臺南、嘉義的畫會聯合，從1953年開始定期舉辦南部美術展覽會（簡稱「南部展」）。另外，每年有高雄市美術家聯展供當地藝術家參展。高雄國際貨櫃藝術節則是以貨櫃主題的國際性藝術展覽。每2年1次的高雄國際鋼雕藝術節，顯示了高雄鋼鐵城市的藝術風貌。
駁二藝術特區大義倉庫群，是來自世界各地藝術家交流的舞台，為南臺灣最大的實驗創作場所與工藝創意發展中心，這個藝術空間特質，保有一種前衛、實驗、創新與高雄國際藝術平台的意涵，創作新高雄的藝術肌理，是高雄文化藝術的新發軔。此外，高雄市立美術館與周圍的美術公園（內惟埤文化園區）則是藝術展覽的重要設施；而佛光緣美術館是觀賞佛教藝術的美術館。國立科學工藝博物館為臺灣首座應用科學博物館。高雄市立歷史博物館是高雄最大的歷史博物館。另有收藏化石的甲仙化石館。
彩繪的油紙傘為美濃區重要的傳統工藝，也是客家文化象徵之一。美濃的油紙藝作技術引進約在日治時期的大正年間，1960年代最為興盛，共有20幾家紙傘廠，每年生產約2萬把以上。其後由於臺灣工業開始急速發展，機器生產的洋傘價格低廉且耐用易於攜帶，逐漸取代油紙傘。近年來美濃旅遊觀光業漸漸興盛，油紙傘工藝已轉型為與觀光結合的地方文化。

### 娛樂與表演藝術
衛武營國家藝術文化中心是全球最大單一屋頂綜合劇院暨南臺灣第一座國家表演藝術場館，內含歌劇院、音樂廳、戲劇院與表演廳；該音樂廳採臺灣首見的葡萄園式座席設計，並設有亞洲最大的管風琴；南側有戶外劇場，與都會公園中央草坪連結，可容納3萬人欣賞戶外演出活動。高雄流行音樂中心連結海港城市印象，建築外觀採海浪高低起伏前衛設計，內部提供6,800席表演空間，戶外表演廣場可容納1.2萬名觀眾，其LIVE WAREHOUSE南方音樂基地為高雄首座千人規格專業演唱會場域，同時也是臺灣唯一臨港倉庫音樂空間。
高雄市音樂館設有音樂演奏廳、高雄市交響樂團和國樂團的辦公室及排練室。音樂演奏廳座位有384個，適合小型室內樂、絲竹樂的表演。高雄市交響樂團為高雄市音樂館駐館樂團之一，其下設有打擊樂團、長笛合奏團、青少年管絃樂團與青年管樂團等附屬樂團。高雄市國樂團是高雄市的大型職業國樂團，經營理念是「傳統」與「現代」兼容並蓄，既保有民族音樂的精華，又兼具新睿的國際宏觀，與各個藝術領域結合，或與西洋樂器協奏方式演出。2000年進駐高雄市音樂館，2009年4月正式轉型為財團法人高雄市愛樂文化藝術基金會由文化局局長出任董事長一職，積極舉辦藝文活動，促長文化之蓬勃發展，為南臺灣最活躍和最具影響力的樂團之一。
大東文化藝術中心位於大東國小所轉型的精緻迷你藝術小學校地上，佔地4.3公頃，涵蓋800席多功能演藝廳和半戶外劇場，以及展覽館、藝術教育中心、藝術圖書館等。此外，高雄市文化中心是高雄地區近年最主要的表演場地之一，設有展覽館及圖書館；高雄市岡山文化中心和高雄市立社會教育館等場館亦提供此類展演需求。大型音樂季活動除了大彩虹音樂節，還有大港開唱；後者包含國內外一百組以上的表演者，是以南臺灣演出陣容為主之獨立音樂節。
《阮的故鄉。高雄》（英文：Our Hometown Kaohsiung）是由一群音樂人於2014年高雄氣爆事故後所錄製的一首公益歌曲，旨在激勵各界攜手面對這場不幸意外。

#### 傳統表演藝術
臺灣豫劇團隸屬於中華民國文化部國立傳統藝術中心，該劇團繼承中原文化，吸收本地文化，在臺灣落地以來，结合傳統戲曲與現代戲場的元素，先後創作了諸多新戲。曾應邀到美國、英國、加拿大、德國、法國、義大利、韓國等地演出。
阿蓮區的傀儡戲是傳統表演藝術的戲劇；美濃區的客家八音是臺灣客家音樂人的一種特有音樂文化；岡山區的皮影戲是民間工藝與戲曲結晶。此外三民區的布袋戲偶、木雕和神像雕刻；前鎮區的傳統彩繪；阿蓮區的錦飛鳳傀儡戲劇團、大社區的東華皮影戲團、岡山區的福德皮影戲團、彌陀區的復興閣皮影戲團和永興樂皮影戲團也是一種無形的文化資產。

#### 祭典節慶
高雄市的節慶活動有包括高雄燈會藝術節、高雄左營萬年季、高雄戲獅甲藝術節、大寮紅豆文化節等。其中左營萬年季和前鎮戲獅甲藝術節並稱為「北萬年、南戲獅」，是高雄主要的大型傳統慶典。此外，內門區每年3月底到4月初舉辦的「高雄內門宋江陣嘉年華會」，已成為名聞遐邇的民俗慶典。大寮紅豆產量為高雄市之冠，占全市90%，鄉公所與鄉代表會特規劃「紅豆故鄉在大寮」的大寮紅豆文化節活動，而每年11月底至12月初於大寮區舉辦。彌陀地區每年11月則在彌陀漁會前廣場舉辦虱目魚節，推出創意美味的虱目魚大餐、魚苗放流戲水、乘坐懷舊牛車等活動。
岡山區的籃筐會每年舉辦3次，分別為農曆3月23日的媽祖誕辰，農曆8月14日中秋節前夕以及農曆9月15日的義民節，為重要的民間竹器交易市集，目前已有2百餘年歷史。

#### 街頭藝人
針對街頭藝人的各項表演，高雄市政府頒予執照，維護街頭公開表演人士所應享的權益、尊嚴並提高綜合素質。

### 文學
高雄文學館坐落於中央公園，緊鄰城市光廊，前身為高雄市立圖書館第2總館，為文學創作與觀光休閒兼重的文藝場所。該館每年舉辦「文學家駐館」計畫，隔週邀請1位高雄作家駐館，讓民眾對於作家能有更深一層的認識。文學館設有專屬網站及「高雄文學館作家作品主題網」。五都改制之前，高雄市文化局每年舉辦高雄市打狗文學獎，並且事後出版作品集；高雄縣文化局（包括文化中心時代）則舉辦打狗鳳邑文學獎，並且事後出版作品集。
文學簡史高雄地區最具代表性的客家作家當屬鍾理和，亦被列入客家人物列表現代名人文學類，其著作有《笠山農場》、《奔逃》等，並常發表作品於《聯合副刊》。美濃區有鍾理和文學紀念館，館內除了收藏鍾理和個人手稿及作品外，也收藏臺灣其他作家的手稿。
除鍾理和外，1950年代起，高雄地區陸續成立詩社、文學出版社等，著名詩人包括朱沉冬、莊金國、朱學恕及鍾順文等人，主要為強調臺灣本土詩風。而小說家則以郭良蕙的小說《心鎖》一書被禁而名噪一時，而德馨室出版社印行在臺灣戒嚴期間印行王詩琅全集及其他許多文學作品，亦頗受文學界稱許。高雄縣併入高雄市之後，那些在高雄縣出生或是後來歸入高雄縣的作家、學者，也將列入高雄市的作家名單之內，這些人有鍾鐵民（美濃）、劉洪貞（美濃）、陳雨航（美濃）、黃森松（美濃）、吳錦發（美濃）等人。
學術工作文學史及其相關論述方面，目前已有彭瑞金撰寫的《高雄市文學史：古典篇》、《高雄市文學史：現代篇》。文訊雜誌社出版的「高屏澎地區文學會議」論文集，收錄幾則當地作家的言論及論述，亦有許多文學相關的博碩士、期刊論文。
推廣及贊助文學活動的基金會，有「高雄市文化基金會」、「文學台灣基金會」、「佛光山文教基金會」、「鍾理和文教基金會」；全國性的文學社團有「台灣筆會」、「台灣羅馬字協會」；地方性的文學社團有「高雄市港都文藝學會」、「高雄市古典詩學研究會」。

### 宗教信仰
高雄市的宗教及信仰相當多元化且自由，臺灣民間信仰、道教、佛教、基督新教、天主教、伊斯蘭教、一貫道、新約教會、山達基教會等宗教均能在當地和諧並存。許多宗教團體除了弘揚教義外，也關心社會，興辦各級學校、成立慈善福利基金會、提供醫療福利和活動中心等設施。2002年大高雄市寺廟及教堂總數有1,720座，數目全國最多，信徒人數大約有32萬，也是全國最多。其中寺廟有1,414座，信徒人數26萬以上；教堂有306座，神職人員有910人，信徒人數大約有5.6萬人。
由於高雄早期是一個漁業港，海上活動頻繁，故市內很多受人崇拜的神祇都與海洋有關，其中以媽祖最具盛名。直轄市定古蹟旗津天后宮又稱「旗後天后宮」、「旗津媽祖廟」，前身為1647年至1661年年間所建的「媽祖宮」，是高雄最早供奉媽祖的廟宇（可以提出歷史文獻記載者）；其所祀奉的天上聖母曾在1998年和2001年蒞駐高雄燈會出巡遶境。位於金獅湖畔的高雄道德院及愛河畔的高雄玉皇宮都是高雄著名的道觀，每年聖誕祭典總是吸引大批人潮前往朝聖。此外，高雄人秉持臺灣民間信仰，所信奉的原籍鄉土神與許多知名神祇，現均已成為各大聚落的信仰中心，香火鼎盛；例如市內唯一被指定公告為國定古蹟的廟宇鳳邑龍山寺。
名列臺灣佛教四大山頭的佛光山是臺灣最大的佛門叢林，1967年由開山宗長釋星雲創辦，為漢傳佛教禪門臨濟宗法脈傳承之佛教道場，總寺在大樹區興田里。佛光山可以說是發展格外成功的一個團體，也是臺灣幾大財團之一；開山以來，數十個別分院及組織在各大洲建立起來，孕育超過1,300名的出家眾，並創立佛教學院、出版社、翻譯中心、藝文中心、茶館、老人之家等；其為了供奉佛牙舍利所興建的佛陀紀念館於2011年12月25日竣工，但館舍因合法性問題多有爭議。位於阿蓮區的大崗山超峰寺是早期高雄最著名的佛寺，為日治時期臺灣四大名山之一。此外，鼓山打鼓岩元亨寺、林園清水巖清水寺和大社觀音山大覺寺都是高雄市歷史相當悠久的寺院。淨心法師於1973年，在高雄市三民區創辦淨覺育幼院，對慈悲濟助，撫育孤幼，亦不遺餘力。
台灣基督長老教會為台灣最大的基督新教信仰團體，其轄下南部中會於1926年分設高雄、嘉義、臺南、嘉義、台中四個區議會。1930年南部中會改為南部大會，四個區議會升格為中會；同年5月21日，第1屆高雄中會成立於北野町教會（即鹽埕教會前身，母會為鳳山基督長老教會）。高雄中會2010年有66間教會（堂會58間、支會8間），牧師61人、傳道師10人，信徒16,745人。教會分布於高雄市及澎湖縣，中會每年召開三次議會，由各教會派牧師及長老議員參加會議。原高雄中會於1972年7月4分設壽山中會，高雄市境內自此有兩個中會（不含本市內之客家宣教中會教會及原住民教會）；安生長老教會設有高雄宣教中心。多母語禮拜為其特色，使用臺灣話禮拜居多，以鳳山基督長老教會與旗後基督長老教會（位於旗津區，是全國最早設立的教會）等最為著名；市內亦設有日語講道的高雄日本語教會，以及客家話講道的美濃教會等，足以展現高雄市的文化之多元與豐富。此外，許多基督新教團體均於高雄市設有教會，如武昌教會、聖公會、信義會、FIGHT.K教會、福氣教會、高雄靈糧堂、基督復臨安息日會、真耶穌教會。
高雄是天主教在臺灣傳播的起始點。1859年，臺灣第一批天主教傳教士在打狗港登陸，並在前金一處靠海的土地上建立了臺灣第一座天主教堂，後經改建成為今之玫瑰聖母聖殿主教座堂，該教堂也因此被視為近代臺灣天主教的發源地。天主教在高雄市及屏東縣設置高雄教區，其歷史可追溯至1913年成立的臺灣監牧區，是臺灣第1個教會管區，臺灣首位樞機單國璽即曾任該教區之主教。基於這些歷史因素，高雄是除了臺北之外，另一個天主教會相當活躍的區域。位於杉林區的真福山社福園區是教廷的第49個分院。
高雄市的伊斯蘭教徒（穆斯林）主要是1949年後，追隨著當時中華民國國防部部長白崇禧與軍事將領馬步芳等知名伊斯蘭教徒人士來臺定居的2萬名穆斯林教眾，及其下一代或後代。除此之外，1990年之後，信奉伊斯蘭教的外籍配偶及以外籍勞工為主的外籍穆斯林陸續進入高雄市。高雄清真寺位於苓雅區建軍路，是臺灣的第2座清真寺，為臺灣7大清真寺之一。高雄清真寺是具有多功能的現代建築，外觀以中東風格的拱頂為主要設計特色，內部除了有禮拜大廳外，其他設施與一般清真寺的格局和結構相差無幾。其服務的範圍包括臺灣南部和花蓮等地，目前其轄下伊斯蘭教徒超過1萬人。
此外，六龜區的神威天臺山道場為亞洲最大的一貫道道場，湖內區興毅純陽聖道院為興毅組南興道場的中心。新約教會為一新興宗教團體，由於其規範及文化傳統特殊，且創立之過程與摩門教類似，故與摩門教一同列於基督新教之外，以那瑪夏區之錫安山為聖山。山達基高雄教會（山達基高雄理想機構）2013年12月7日於前金區成立，成為山達基台灣總部，也是台灣唯一、亞洲第一個教會（理想機構）等級單位，負責統籌規劃各縣市山達基中心事務。

### 建築
高雄市從1864年經過150餘年的發展，形成東西風格兼具、古今建築交融的城市風貌，保存了中式建築與多樣的近代西式建築，这些包含日本的和風帝冠式建築、哥德式建築等風格的西洋建築。較早期的中式建築包括鳳山縣舊城（北門、東門、南門）、鳳邑龍山寺、旗後砲臺、旗後天后宮、雄鎮北門、高雄代天宮、右昌楊家古厝、右昌元帥府，右昌三山國王府、九甲圍義山宮、文武聖殿、蚵仔寮通安宮、三鳳宮、左營鳳邑舊城城隍廟、楠梓天后宮、旗山天后宮、瀰濃東門樓等。現代仿古的中式建築則有高雄市孔子廟和高雄市客家文物館等。西式建築包含前金天主堂、旗後燈塔、陳中和紀念館、打狗英國領事官邸、玫瑰聖母聖殿主教座堂等。日治時期建築由於二戰毀於戰火和國民政府意識形態下的毀壞或改建，現今留存下來的有原愛國婦人會館、高雄警察署、高雄市武德殿、高雄願景館、高雄州廳、高雄神社、逍遙園、高雄市立歷史博物館、台灣第一代眷村黃埔新村等。
高雄市作為國際大都市，2023年底市內建築物高度至少12層或35公尺（115英尺）的高樓大廈總共有490座，數量位居臺灣之冠，在亞洲排第9名，世界排第27名；其中高度達120公尺及150公尺之摩天大樓，分別有37座與12座，數量均名列臺灣第4多。矗立於苓雅區、緊鄰著高雄港和新光碼頭的高雄85大樓，是南臺灣最高的摩天大樓及地標；其結構體或建築頂部高度347.5公尺（加計天線高378公尺），地上85層、地下5層，完工於1999年；在臺北101完成之前是臺灣最高的建築物，亦是20世紀臺灣最高的建築物，目前仍位居全國第2高樓，位於74樓亦設有觀景台。
高雄市擁有下淡水溪鐵橋、高屏大橋、高美大橋、雙園大橋、萬大大橋、里嶺大橋、甲仙橋等橋樑，其中之最要屬高屏溪斜張橋；該橋位於福爾摩沙高速公路，跨越高屏溪，橋長2,617公尺，是聯絡高雄市與屏東縣重要的交通要道，橋樑西端採斜張橋設計，橋長510公尺、主跨徑330公尺、側跨徑180公尺、塔高183.5公尺，相當於60層高樓建築，為國內首座複合式斜張橋、亞洲最長之非對稱型單橋塔斜張橋；若以全球單塔斜張橋而論，其跨徑僅次於德國諾伊恩坎普萊茵河大橋，名列世界第2長。連結駁二藝術特區與高雄港蓬萊商港區的大港橋為保持第三船渠內航道暢通，因此採用橋面可轉之設計，是臺灣首座可旋轉之行人跨港大橋。崗山之眼天空迴廊位於岡山區與燕巢區交界的小崗山，佔地約1.8公頃、斥資一億台幣建造的，這座採用鋼構斜張橋之形式設計的天空廊道全長88公尺，外型設計以樂器為概念，主塔橋以提琴意象呈現，鋼索即琴弦，有琴瑟和鳴之意。可俯瞰阿公店水庫、阿公店森林公園、阿公店溪等美景，天候良好時更可遠眺北大武山與周邊群山、高雄市地標85大樓、半屏山、壽山、臺灣海峽一覽無遺，好山好水盡收眼底。

### 飲食
高雄的飲食文化包括台灣夜市文化，在位於交通樞紐與市集處形成庶民的高雄夜市美食文化。法國輪胎製造商米其林在2022年首度將高雄列入紅色《米其林指南》，自此，該機構每年都會發表關於高雄餐廳的評價；2023年獲得星級認證的餐廳共3間，包括二星1間、一星2間；此外，有27間餐廳、街頭小吃獲得必比登推介。

### 語言
高雄市政府設立了原住民事務委員會和客家事務委員會保護客家和原住民的語言與文化，以保留美濃區、六龜區、杉林區、甲仙區部分和旗山區部分中的客家市民能說南四縣客語，少數使用其他漢語方言；那瑪夏區、桃源區、茂林區、六龜區和甲仙區等的布農族、鄒族、排灣族及魯凱族等山地原住民年老市民能說該族語言。

### 圖書館與書店
高雄圖書館密度相當高，僅高雄市立圖書館就有近60個分館。2015年台灣圖書館學會評選臺灣十大非去不可圖書館中，共有高雄市立圖書總館及大東、小港、文學館分館入圍，其中高雄市立圖書館總館更為第一名。2016年高雄市立圖書館總館並在世界不動產聯盟（FIABCI）舉辦之「全球卓越建設獎」（FIABCI Prix d'Excellence Awards 2016（页面存档备份，存于））中勇奪2016年公部門基礎建設/環境適意工程類首獎。
高雄有眾多的書店，如誠品書店、金石堂書店、墊腳石書店、三民書局、茉莉二手書店、敦煌書局、五南文化廣場、紀伊國屋書店、法雅客、承風青鳥書店、政大書城等國內外連鎖書店外，其他特色書店如MLD Reading台鋁書屋、三餘書店、書林書店、書店喫茶 一二三亭、大學城書局、Booking、等閑書房、明儀倉庫書店...等。

### 大眾傳媒
1987年，臺灣解嚴，解除報禁，開放新設媒體，作為資信交流和傳播載體的大眾傳播媒介也隨之發達。在報紙方面，目前自由時報、蘋果日報、聯合報及中國時報等主要全國性報紙在高雄市均有發行地方版面，而民眾日報、臺灣時報及台灣新聞報之報社總部皆設立在高雄市。另外，佛光山所屬的人間通訊社總部亦設立於此。
高雄市可以收看6家無線電視臺的15個高畫質電視頻道和7個標準畫質電視頻道；此外有多家有線電視業者營運，佛光山所屬人間衛視總部即設立於此。高雄市可以接收19家廣播電臺節目，其中高雄廣播電台、港都電台、高屏廣播電台（Hit FM南部分台）、高屏溪廣播電台、KISS Radio及主人廣播電台等6家之總部設立於此。高雄市網際網路服務提供商有15家，主要業者有Hinet、Sparq、So-net、Giga、台灣固網等。2009年全市家庭家用電腦普及率為70.37％，其中約94%之家庭已經使用網際網路功能，使用寬頻上網的家戶比例高達65%以上。
高雄電影節由高雄市政府文化局、高雄市電影圖書館主辦、民間單位招標承辦。影展自2001年開始，2006年擴大影節主題，增加影展片量，至2021年已舉辦21屆，成為高雄市一項重要的文化活動。高雄電影節除放映電影外亦新增如「48小時拍攝」與「高雄電影節短片競賽」等活動特展，於閉幕舉行頒獎，鼓勵台灣本土的電影創作。高雄市政府文化局提供補助給電影製作業者申請，以鼓勵國產及本國電影片製作，確保本國電影文化事業之永續發展。位於鹽埕區（愛河河畔）的高雄市電影館是南臺灣唯一的電影文化推廣單位。

### 體育
高雄市擁有南部地區最完備的體育設施以及全國最大型的體育場，市內眾多的體育運動當中，以傳統體育運動棒球為主，棒球也是市民所熟悉與喜好的體育運動。近年高雄市完善的自行車道網路，吸引民眾改用自行車代步或遊樂，自行車成為市民最大的業餘體育活動。
高雄市的體育設施以國家體育場、高雄市現代化綜合體育館（高雄巨蛋）、高雄市鳳山體育場為代表。國家體育場為臺灣規模最大的國際級體育場，設置40,350席座位，可視情況增加到55,000席，為國際田徑總會（IAAF）一級認證標準和一級建造標準的國際性運動場館；而高雄巨蛋為一座可容納15,000人的多功能體育館。高雄市的大型體育場館方面，有中正運動場、高雄市苓雅運動中心與高雄市立國際游泳池等設施；立德棒球場由於設施較為簡易，機能上相當程度已被澄清湖棒球場取代。除此之外，還有高雄市鳳山體育館和位於左營的體育署國家運動訓練中心（左訓中心）等。
目前高雄市職棒球隊有台鋼雄鷹，大專公開二級球隊有高雄師大、高苑科大和高雄大學等。足球隊有台灣企業甲級足球聯賽的台電足球隊，其主場位於高雄市鳳山體育場；另有台灣木蘭足球聯賽的高雄陽信銀行女子足球隊、台灣企業甲級足球聯賽的台灣中油足球隊、台灣乙級足球聯賽的高雄足球俱樂部、大專甲組的義守大學足球隊、甲組的中山工商男女子足球隊等。美式足球隊有高雄拓荒者。籃球隊有高雄17直播鋼鐵人（PLG）、高雄全家海神（T1）、義守大學籃球隊（男女籃）、高雄師大籃球隊（男籃）、三民家商籃球隊（男籃）、普門中學籃球隊（女籃）、七賢國中籃球隊（男女籃）等。排球隊有高雄台電女子排球隊。電子競技有台灣電子競技聯盟的高雄海洋星，大都會十全店是其主場。
2009年世界運動會於7月16日至26日舉行，是台灣首次舉辦的大型國際性綜合運動會，亦是第二次在亞洲國家舉辦的世界運動會，共有102個國家和地區、近5千名選手參加。比賽項目分為正式項目與邀請賽兩種，共分為6類、31大項運動，其中有5大項運動屬於表演賽。全部比賽項目是在大高雄的23個場館進行，高雄市政府也在2010年1月1日將此屆世運會會徽啟用為高雄市的新市徽。此外，1999年U-18世界盃棒球賽、2005年世界花式撞球錦標賽、2018年IESF世界電競錦標賽等多項國際賽事亦於高雄市舉辦。國內性競賽方面，中華職棒過去固定於立德棒球場舉行部分場次的例行賽。高雄市在2007年、2009年、2011年、2013年，連續四屆中華民國全國運動會金牌數、總獎牌數均獲全國第1名。

## 教育
2010年高雄市擁有19所大專院校（不包括4所專上級的軍事院校和4所宗教院校），高雄市2012年（101學年）大專院校學生數為148,736人，學生人數居全國第4（次於臺北市269,439人、臺中市192,681人、新北市159,316人）；高雄市職業學校校數居全國之首，職校學生數為43,964人。
高雄市目前有國立中山大學、國立高雄大學、國立高雄師範大學3所國立大學及高雄醫學大學、義守大學、實踐大學高雄校區等3所私立大學。國立中山大學為高雄地區第1所國立大學，國立高雄師範大學是師範學院升格而成，前身是女子師範學校。國立高雄大學是成立於2000年的新校。由杜聰明等人所創立的高雄醫學大學則是臺灣首座私立醫學院。
而在技職教育方面，共設有8所公私立科技大學，分別為國立高雄科技大學、國立高雄餐旅大學、文藻外語大學、台鋼科技大學、樹德科技大學、輔英科技大學、正修科技大學、東方設計大學。1所技術學院，如：和春技術學院。此外，還有3所專科學校，如：樹人醫護管理專科學校、育英醫護管理專科學校、高美醫護管理專科學校。
高雄市擁有8所軍事院校，數目全國最多，有陸軍軍官學校、海軍軍官學校、空軍軍官學校、陸軍工兵學校、海軍陸戰隊學校、空軍航空技術學院、中正國防幹部預備學校、陸軍步兵訓練指揮部暨步兵學校。此外，海軍左營基地為中華民國海軍目前規模最大的基地，內有海軍艦隊指揮部、海軍陸戰隊指揮部、海軍教育訓練暨準則發展指揮部與海軍新兵訓練中心等海軍軍事單位。
至2009年，大高雄地區共計約34所高級中學、18所高級職業學校、79所國民中學、260所國民小學以及大約3,100家幼稚園。另外還有2所空中大學、2所社區大學、1所原住民部落大學、2所宗教研究院和4所宗教學院，以及主要供外國人就讀的日僑學校、韓僑學校和美國學校等數所國際學校。另有高雄市市民學苑提供語言或手工藝等研修；公立圖書館則以高雄市立圖書館體系為主。

## 醫療

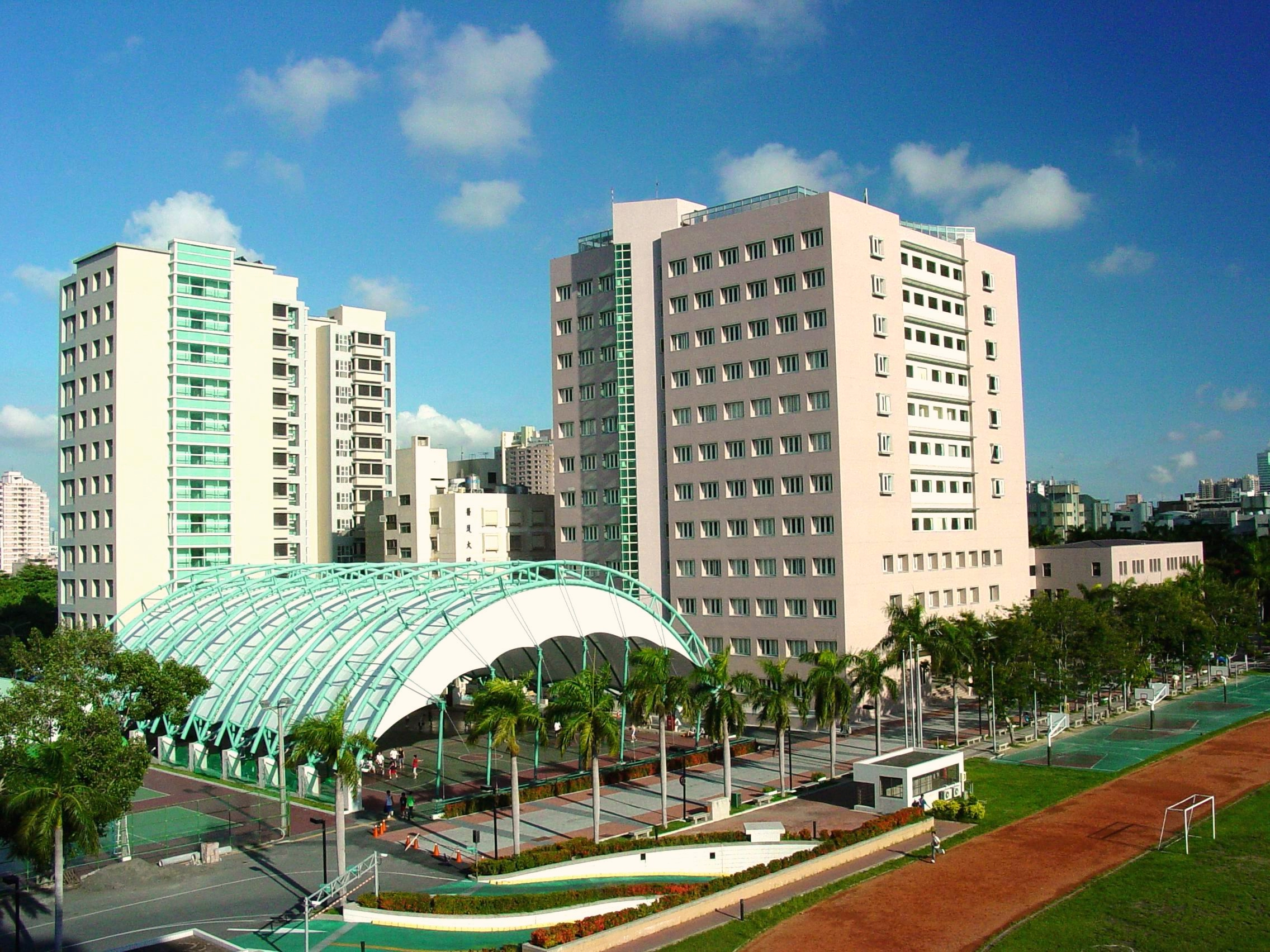
高雄醫大附設醫院

高雄市的醫療院所根據衛福部2009年度依其規模、功能、服務範圍及醫療品質的醫院評鑑分為四個等級，高雄市的特優醫院有3所、優等醫院有7所、合格醫院有79所、基層醫療院所診所眾多所。2012年底高雄市執業醫師數為6,033人（排名全國第三；僅次於臺北市與臺中市）。長庚醫院為臺灣最具經營績效、規模最大之醫院體系；高雄醫學大學附設中和紀念醫院與高雄榮民總醫院被高雄市衛生署評鑑為醫學中心以及新制教學醫院評鑑合格醫院，其中高雄榮民總醫院是高屏地區唯一之公立醫學中心，而義大醫院目前被衛生署評鑑為準醫學中心。小港醫院、大同醫院則被衛生署評鑑為區域教學醫院。

## 交通
高雄市為南臺灣最重要的交通中心，乃至東南亞地區重要的交通樞紐之一，其交通運輸網絡呈現海、空、陸3大運輸立體化全方位發展，市區內的交通網絡尤為完善。高雄市的公共交通運輸網絡組成包括鐵路列車、公車、客運、計程車、渡輪及環港觀光遊艇等，其中以捷運、高速鐵路和火車等軌道運輸為主要公共交通工具。除了高雄捷運主要行走市區內，台灣高鐵、台灣鐵路縱貫線及屏東線也都行經高雄市並設站，此外多條國道與省道通往全臺各地之外。國際對外交通部分，海運與空運分別以高雄港與高雄國際機場為主要據點。

### 鐵道運輸
臺鐵鐵路行經高雄市的路線有客運為主的縱貫線、屏東線，以及已廢除以貨運為主的高雄臨港線。縱貫線、屏東線於本市共設有12座車站，其中高雄車站是特等站，為大眾運輸轉乘樞紐，且為縱貫線與屏東線的交界站；2011年高雄往返臺南、高雄往返屏東的區間運量，兩者均名列全線區間運量前六多。高雄市區鐵路地下化計畫工程於2009年6月26日全面動工興建，2018年10月14日正式通車。除了高雄車站地下化、內惟車站、鼓山車站及三塊厝車站復站外，再增設4座通勤車站。此外，高雄臨港線部分路線將由高雄環狀輕軌接續施工。
台灣高鐵左營站、臺灣鐵路新左營車站和高雄捷運紅線左營站是台灣南部唯一的三鐵共站車站，形成一個交通重要樞紐，三鐵合計每日平均進出站人次在南臺灣各大車站排名第一，勝過僅有台鐵的台南車站與僅有台鐵及捷運的高雄車站。經由車站大樓4樓的匝道，可通往國道十號。目前在高鐵12站中排名第3位（次於臺北站與臺中站），也是高鐵路線的南端終點站，未來高鐵路線將繼續延伸至屏東市六塊厝。
高雄市是臺灣第2個建有捷運系統的都會區，高雄捷運服務範圍以市區內為主；地下段占75%，其餘為高架，平面僅占1%。紅線長28.3公里，橘線長14.4公里，雙路線全長42.7公里，2條路線形成十字型初期路網，交會於美麗島站，皆為高運量鋼軌系統。地下車站有28座，高架車站有8座，平面車站有2座，合計38座車站，每日平均17萬餘人次運量。其中紅線可達高雄國際機場，為臺灣第1條機場捷運，該線亦貫穿三多商圈、五福商圈、高雄車站、巨蛋商圈及高鐵站等核心區域。另外黃線已由行政院正式核定計畫，由中央補助803億元協助興建，預計2028年底通車營運，與原路網多有交會車站，可望更完善高雄捷運路網。高雄捷運所屬的高雄環狀輕軌是臺灣第一條通車並營運的輕軌，曾經由行政院核定，因招商不順改採政府自建（OT模式）；目前營運路線長度22.1公里、車站38座，平均每日有2萬餘人次搭乘。
高雄是臺灣糖業鐵路的發源地，始於1906年臺灣製糖株式會社的橋頭製糖所（今高雄糖廠）鋪設的762公釐窄軌鐵道。接下來的半個世紀，是糖業鐵路的全盛期，高雄境內有旗尾線、港林線兩條營業線，對外辦理客貨運，兼負沿線鄉鎮的運輸任務。但在公路逐漸發達後，已於1970年代停用。現時僅存一處觀光化營業線─橋頭線，位於橋頭區高雄糖廠，全長1.5公里。

### 公路交通
高雄市為南臺灣最大城市，並與鄰近的屏東縣部分區域形成高雄都會區，因此市區的交通流量十分龐大，每逢尖峰時段或假日，經常會有大量人潮、車潮於市區內或市郊之間流動，導致市區內許多重要幹道經常出現交通阻塞的情形。
通過高雄市境內國道高速公路有中山高速公路、福爾摩沙高速公路及高雄支線，中山高速公路在高雄市內設有8個一般交流道（路竹交流道、高科交流道、岡山交流道、楠梓交流道、高雄交流道、瑞隆路匝道、五甲交流道、高雄端）及2個系統交流道（鼎金系統交流道、五甲系統交流道），福爾摩沙高速公路在高雄市內設有1個一般交流道（田寮交流道）及1個系統交流道（燕巢系統交流道），高雄支線在高雄市內設有5個一般交流道（左營端、仁武交流道、燕巢交流道、嶺口交流道、旗山端）及2個系統交流道（鼎金系統交流道、燕巢系統交流道）。除此之外，2011年規畫興建第4條國道（名稱暫定為國道七號），目前已進入二階環評。
高雄市境內共有省道11條、支線4條，南北縱貫省道為省道台1線、省道台3線、省道台17線（濱海公路）、省道台17甲線、省道台19甲線、省道台25線（鳳林公路）、省道台27線（新發公路）、省道台27甲線（旗六公路）、省道台29線、省道台39線（高鐵台南段橋下道路）。東西橫貫省道為省道台1戊線、省道台20線（南橫公路）、省道台22線（旗楠公路）、省道台28線、省道台88線（東西向快速公路高雄潮州線）。其中省道台29線原為省道台21線一部分，即山嶽縱貫公路已通車路段的南段。省道台20線為南橫公路，橫向穿越東北部山區地帶，是連絡臺南市、臺東縣的重要道路。省道台88線為聯絡鳳山區與屏東縣潮州鎮的捷徑，是高雄市唯一的快速公路 。
高雄市現有市道5條、支線3條。跨縣市市道有市道181號、市道182號、市道188號。全線在市內的市道有市道183號、市道186號，全線在市內的市道支線有市道183甲線、市道183乙線、市道186甲線。
除了上述公路，高雄市還有區道公路系統存在，遍佈全市。

### 公車客運
高雄市公車採聯營制度，全市公車路線超過200條，參與的業者有港都客運、漢程客運、統聯客運、高雄客運、東南客運、南台灣客運及義大客運，路線遍及全市各區；另有跨入高雄市境內但非高雄市政府所管理之路線。

### 公共自行車
高雄市近年因應潮流，陸續設立了西臨港線自行車道等多條自行車道，後來自行車道疏於維護，許多機車在上面行駛，有更多的車道淪為汽機車的停車場。為了節能減碳或解決交通堵塞問題，2009年3月1日正式啟用的公共腳踏車租賃系統（CityBike）是臺灣首座啟用的都會網路型公共腳踏車系統，由高雄市政府環境保護局負責及建置，採甲地租、乙地還。起初由統立開發得標經營，出租美利達為高雄市所專門訂做的腳踏車；2011年轉由高雄捷運公司經營，以「Love & Life傳遞城市新幸福、鐵馬環道」作為宣傳標語及標誌，目前提供7,000輛腳踏車（實際運作約1,000輛）、163個租賃站點供租用。由於具有完善的自行車道網路和節能減碳綠色交通概念的公共腳踏車系統，被CNN評選為「亞洲最友善單車城市」，不過CityBike系統營運期間的成本入不敷出，也造成市政府財政上不小負擔，2020年6月25日CityBike系統退場，新系統改為同時負責臺灣北部、中部多個縣市公共自行車系統的Youbike經營，系統與設備也變更為YouBike2.0系統，是全臺第九座啟用的YouBike系統之外，也是全臺第一座啟用YouBike2.0系統的直轄市，現今使用率大幅提升，也超越當時CityBike系統最高租賃人次，成為高雄市民租賃自行車系統的首選，目前提供約10,700輛腳踏車（包括500輛Youbike 2.0E 電動輔助自行車）、約1,100個租賃站點提供租用。。

### 水運
高雄港是世界等級的國際港口、臺灣最大的深水港、貨運吞吐量世界第18的綜合性港口。位於高雄市西南沿岸與旗津半島間，毗鄰本市市區，整個港區分為最初興建的第1港口，與戰後興建的第2港口兩大部分。得力於優越的地理位置，高雄港成為東南亞、印度洋與東北亞間海上航運的重要轉運中心。
高雄港曾位居世界貨櫃吞吐量第3大港（次於香港、新加坡），貨櫃進出口於2007年達到歷史紀錄1,026萬TEU。近年來由於受到景氣波動影響，以及包括亞洲傳統大港和新興港口競爭，在2023年貨櫃裝卸量排名退居世界第18。
高雄港進出港旅客人數排名臺灣第2（次於基隆港）；2017年自由貿易港區貿易量為109.920公噸，排名臺灣第2（次於臺中港266.353公噸）；2017年自由貿易港區貿易值為748億元，排名臺灣第3。目前政府已於高雄港第2港口外海區域，填海造陸填築約512.7公頃新生地，興建高雄港洲際碼頭2期。而近年來為促進港區與附近市內土地發展利用，而有「港市合一」的構想，由高雄市直接管轄高雄港，使高雄市成為真正的港都。
除了海運以外，尚有連結高雄港區周圍沿岸的渡輪，由高雄市輪船公司經營，共有4條航線。其中以從鼓山輪渡站出發的「鼓山—旗津」航線班次最為頻繁，且為十分著名的觀光航線。除此之外，例假日尚有遊港觀光航線、愛河觀光遊船及行駛於蓮池潭及愛河間的水陸兩用觀光車－鴨子船。目前高雄聯外客運碼頭為開往澎湖縣（包含望安、七美）的新濱碼頭。專門停靠大型郵輪的高雄港旅運中心已正式營運，與高雄國際機場並列為高雄市的海上和空中兩大國際交通樞紐。
高雄目前的運河有較有名的鼓山運河、前鎮運河（鳳山溪）、一號運河（愛河）、二號運河（幸福川），愛河現已多用於觀光，並有愛之船和貢多拉供遊客乘坐遊覽愛河風光。

### 空運

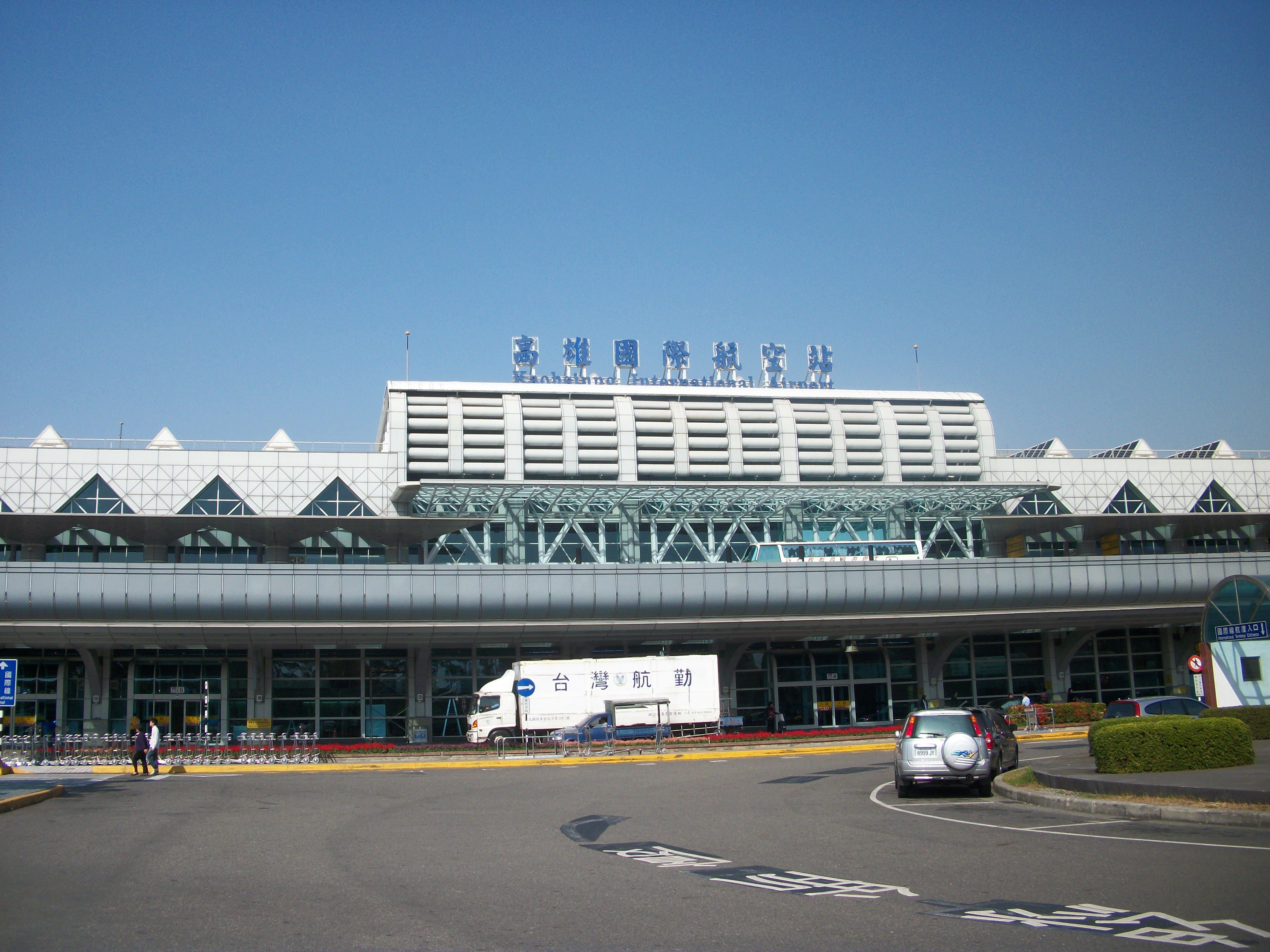
高雄國際機場

高雄國際機場是臺灣南部地理位置最重要、規模最大、設備最齊全、運輸生產最繁忙的大型國內、國際航線綜合航空港，同時也是臺灣第2大國際機場。位於高雄市南側的小港區，臺灣第1個設有機場聯絡軌道系統的民用機場，旅客除了可以通過公路與市區連接外，還可以乘坐高雄捷運往來市區。
除高雄國際機場外，高雄市另有規模相對較小的左營海軍機場及空軍軍官學校機場，離島則有東沙機場、太平島機場，但皆為軍用機場，並不對外開放。

## 旅遊
高雄市境內有鳳山縣舊城、鳳邑龍山寺、打狗英國領事館官邸、旗後砲台、台灣煉瓦會社打狗工場、美濃竹仔門電廠、原日本海軍鳳山無線電信所等7處國定古蹟，以及高雄市武德殿、旗後燈塔、旗津天后宮等44處直轄市定古蹟、67處歷史建築、1處紀念建築等名勝古蹟。地標建築物有高雄85大樓、夢時代購物中心的高雄之眼摩天輪、高雄巨蛋等；販賣各式南北貨的三鳳中街等老街，當地流行文化的中心新堀江，以及各式小吃與各類攤商匯聚的眾多大、小夜市、商圈、百貨商場、購物中心、大型量販店、家飾家居商場、電影院等。
OpView據貓途鷹網站的評論分析全臺景點口碑，高雄2017年以美麗島捷運站光之穹頂、佛陀紀念館、六合觀光夜市最受外國觀光客歡迎。六合夜市位於新興區六合二路，營業時間從傍晚六點到清晨兩點，是臺灣著名的行人徒步區和國際觀光夜市，週末假日人潮洶湧外籍遊客成群，特別是拿旗子的日本觀光團也成了夜市的獨特景觀；知名小吃特色是木瓜牛奶及海產粥，另外路旁也有林立的牛排店及海產店。凱旋觀光夜市（簡稱「凱旋夜市」）位於前鎮區凱旋四路鄰近中山路口，占地9,000坪為全臺灣最大，原址為已停業的水上遊樂園布魯樂谷。
高雄市幅員廣大，自然景觀方面有柴山、愛河、旗津、西子灣、蓮池潭等景點；在東北部山區擁有玉山國家公園、茂林國家風景區及藤枝國家森林遊樂區等多座國家級野外休憩景點，也擁有梅山、寶來等溫泉勝地；而荖濃溪的泛舟運動則與花蓮縣秀姑巒溪齊名。在中部地區有田寮、燕巢的月世界，其特殊的惡地景觀聞名全台。在高雄都會區近郊的澄清湖為全市第一大湖，有「台灣西湖」的美譽。都會區內有高雄市中央公園、高雄都會公園、旗津風車公園、壽山國家自然公園等大型公園，也有新光碼頭（海洋之星）、真愛碼頭、光榮碼頭等臨海景點。另外，遠在南海的轄區東沙群島，還有一座專供研究使用而暫不開放的東沙環礁國家公園。
觀光旅遊出版社孤獨星球將高雄市評選為「2018年全球最值得旅遊的10大城市」第5名，纽约时报亦將該市列為「2021年52個值得喜愛的地點」之一、當年唯一入選之臺灣縣市。旅遊科技公司客路於2024未來旅遊樣貌趨勢論壇中，公佈2025全球新興旅遊目的地，其中高雄入選為榜單之一。

### 引用
1. 1 2 3  朱立群. . 台灣光華雜誌. 2011-10  [2025-06-25] （中文（臺灣））.
2. ↑  .   [2023-05-10]. （原始内容存档于2023-09-23）.（繁體中文）
3. ↑  . 中央研究院人文社會科學研究中心地理資訊科學研究專題中心.   [2021-11-29]. （原始内容存档于2019-06-30）.
4. ↑  伊能嘉矩 (编). .
5. ↑  . 線上臺灣歷史辭典.   [2011-07-11].[永久]
6. ↑  . 鼓山區公所.   [2010-09-18]. （原始内容存档于2010-10-07）.
7. ↑  J. D. ClarK M.J.I. . Shanghai Mercury. 1896.
8. 1 2  . 高雄州教育會. 1930-08-20.
9. ↑  片山清夫 (编). . 南海時報社高雄支局. 1936: 357.
10. ↑  陳國章. .
11. ↑    (地图). . 第十一號（共十四） G7910 S200.J3圖號依Stanford University Library分類號註記; G7960 S200.J3圖號依二十萬分一帝國圖註記. 大日本帝國陸地測量部（日语：陸地測量部）. 1897-07-10 [1897年輯製·1897-07-05印刷] –國立台灣大學圖書館·數位典藏館·特藏地圖 地質系圖書室 (LM)733.35 4032-6 1898 sheet11 （日语）. 高雄
12. ↑  蔡培慧、陳怡慧、陸傳傑. .
13. ↑  . The Takao Club.   [2011-07-26]. （原始内容存档于2011-09-14）.
14. ↑  . . 原住民族委員會.   [2016-06-08]. （原始内容存档于2021-10-12）.
15. ↑  楊碧川，《簡史·人物誌》，高雄縣文獻叢書系列，高雄縣政府，1997年4月，第1-2頁
16. ↑  簡炯仁，〈打狗社〉，《臺灣歷史辭典》[永久]
17. ↑  謝德謙. . 高雄小故事.   [2018-08-21]. （原始内容存档于2018-08-21）.
18. ↑  張世民. . 高雄市政府文化局. 2005-02: 43.
19. ↑  俞怡萍. . 中原大學建築研究所. 2002.
20. ↑  關務署高雄關. . 關務署高雄關. 2018-10-23  [2021-08-10]. （原始内容存档于2021-11-06）.
21. ↑  .   [2012-03-05]. （原始内容存档于2014-09-03）.
22. ↑  . 高雄市政府都市發展局.   [2010-09-18]. （原始内容存档于2011-01-26）.
23. ↑  舊金山和約 決定南沙歸屬（陳鴻瑜） （页面存档备份，存于）, 蘋果日報, 2011年9月7日
24. ↑  東沙環礁國家公園發現二戰期間日本老酒瓶 Archive.today的存檔，存档日期2012-12-22, 海洋國家公園, 2010年3月
25. ↑  抗戰勝利海軍收復南海諸島 （页面存档备份，存于）, 軍史一頁, 海軍軍官學校
26. ↑  《暴風の島》，小倉卯之助，東京市，1940年。
27. ↑  《台湾南西諸島水路誌》，水路部，東京市，1941年。
28. ↑  . 民報. 1946-10-10.
29. ↑  . 民報. 1946-10-28.
30. ↑  . 民報. 1946-07-19.
31. ↑  . 高雄市政府. 2014-12-00. （原始内容存档于2020-07-06）.
32. ↑  . 自由時報. 2016-02-06  [2016-02-06]. （原始内容存档于2016-02-06）.
33. ↑  . 自由時報. 2018-10-30  [2020-06-29]. （原始内容存档于2020-06-29）.
34. ↑  記者葛祐豪／高雄報導. . 自由時報 (高雄市). 2017-03-23  [2020-06-30]. （原始内容存档于2020-06-29）.
35. ↑  葛祐豪. . 自由時報 (高雄市). 2018-07-16  [2020-06-30]. （原始内容存档于2020-06-29）.
36. ↑  邱花妹. . www.cet-taiwan.org. 地球公民基金會. 2019-11-06  [2020-06-30]. （原始内容存档于2020-07-03）.
37. ↑  林縉明. . 中時電子報. 2019-09-18  [2020-06-30]. （原始内容存档于2021-02-03）.
38. ↑  葛祐豪. . 自由時報. 2019-09-19  [2020-06-30]. （原始内容存档于2020-06-29）.
39. ↑  37.9℃ 台灣烤成紫地瓜 （页面存档备份，存于）, 蘋果日報, 2014年09月16日]
40. ↑  . Central Weather Bureau.   [2012-02-27]. （原始内容存档于2017-04-28）.
41. ↑  . Central Weather Bureau.   [2024-12-09]. （原始内容存档于2024-10-07）.
42. ↑  .   [2019-03-13]. （原始内容存档于2017-12-01）.
43. ↑  李冠霖. . 好房網. 2017-11-14  [2017-11-14]. （原始内容存档于2017-12-01） （中文）.
44. ↑  洪子恩. . 蘋果日報. 2017-02-01  [2017-11-11]. （原始内容存档于2017-12-01） （中文）.
45. ↑  黃旭磊. . 自由時報電子報. 2017-04-08  [2017-11-14]. （原始内容存档于2017-12-01） （中文）.
46. ↑  .   [2018-06-07]. （原始内容存档于2018-06-12）.
47. ↑  . 內政部戶政司.   [2010-09-09]. （原始内容存档于2010-08-29）.
48. ↑  楊玉姿. 《高雄市史蹟賞析》. 高雄市: 高雄市文獻委員會. 2009年10月: 138－141頁. ISBN 978-986-02-0143-7.
49. ↑  〈明清臺灣二層行溪流域漢人移墾的研究〉，頁89，2009，楊國楨、吳遐功
50. 1 2  .   [2011-01-19]. （原始内容存档于2010-12-30）.
51. 1 2   (PDF) (新闻稿). 行政院主計總處. 2017-05-30  [2018-06-25]. （原始内容存档 (PDF)于2018-06-25） （中文）.
52. ↑  高雄市政府. . 高雄市政府全球資訊網.   [2024-03-02]. （原始内容存档于2024-03-02） （中文（臺灣））.
53. ↑  高雄市政府. . 高雄市政府全球資訊網.   [2024-03-02]. （原始内容存档于2020-06-13） （中文（臺灣））.
54. ↑  高雄市議會. . 高雄市議會全球網.   [2024-03-02]. （原始内容存档于2021-01-28） （中文（臺灣））.
55. ↑   (PDF).   [2019-01-22]. （原始内容存档 (PDF)于2019-01-22）.
56. ↑  . 高雄市姊妹市網站. 高雄市政府.   [2024-03-25]. （原始内容存档于2022-06-19）.
57. ↑  .   [2024-07-06]. （原始内容存档于2024-07-01）.（英文）
58. 1 2 3 4  李晏甄.  (PDF). 臺灣博碩士論文知識加值系統、國立政治大學. 2011-01  [2017-12-23]. （原始内容存档 (PDF)于2017-12-24） （中文）.
59. 1 2 3 4 5 6 7 8 9 10 11 12 13 14  . 高雄市政府經濟發展局. 2010  [2018年6月18日]. （原始内容存档于2018年6月18日）.
60. ↑  . GaWC - Research Network. Globalization and World Cities.   [2022-05-24]. （原始内容存档于2022-05-24）.（英文）
61. ↑  . GaWC - Research Network. Globalization and World Cities.   [2025-01-05]. （原始内容存档于2025-01-01）.
62. ↑  蔡孟妤. . 中央通訊社. 2023-02-09  [2023-12-23]. （原始内容存档于2023-12-23）.（中文）
63. ↑  吳慧芬. . 壹蘋新聞網. 2022-09-14  [2023-12-23]. （原始内容存档于2023-12-23）.（中文）
64. ↑  .   [2011-01-15]. （原始内容存档于2011-07-21）.
65. ↑  .   [2023-04-10]. （原始内容存档于2023-05-31）.
66. ↑  李義、林宏聰、柯宗緯、吳江泉. . 中時電子報. 2015-10-31  [2018-10-20]. （原始内容存档于2016-05-01）.（中文）
67. ↑  王御風. . 2015-09-13  [2018-09-12]. （原始内容存档于2018-09-12）.
68. ↑  Lin, Ji-Ping. . Arbor: Ciencia, pensamiento y cultura. 2016, 192 (777): 364–381  [2018-05-09]. ISSN 0210-1963. （原始内容存档于2018-05-10） （西班牙语）.
69. 1 2  Lin, Ji-Ping. . Arbor (secondary source) (Departmento de Publicaciones del CSIC). 2016-02-28, 192 (777): a291. ISSN 1988-303X. doi:10.3989/arbor.2016.777n1007.
70. 1 2 3  中央研究院、林季平. . 研之有物│串聯您與中央研究院的橋梁 (tertiary source). 2018-03-21  [2018-05-09]. （原始内容存档于2018-03-31） （中文）. 官方沒有親口證實，美麗島事件等政治挑戰，也可能削弱了當時執政黨對南臺灣區域經濟發展的支持度。問及會否擔心不同立場的壓力，林季平堅定地回應：「學術研究就是據實以報，真理會越辯越明，只是負面攻擊的話沒意義。」「......獨裁者與煽動者，才是萬惡之源。而借鏡戰爭史，知識份子要勇敢成為阻擋戰爭的防線。」或許這也是，為什麼林季平要以有憑有據的學術研究，涉入勞工之戰，儘管背後會中了許多槍。
71. 1 2  Lin, Ji-Ping. . migrationpolicy.org. 2012-01-24  [2018-05-09]. （原始内容存档于2017-10-03）.
72. ↑  Lin, Ji-Ping, 2016, “Taiwan Temporary Workers and Labor Marginalization in the Context of Segmented Labor Market, 1991-2010”, ARBOR-CIENCIA PENSAMIENTO Y CULTURA, Vol.192, No.777, 291.
73. ↑  Lin Ji-Ping. 泥仔 , 编. . 地球圖輯隊. 2018-04-04  [2018-05-10]. （原始内容存档于2018-05-10） （中文）. 種種人擇因素下，北部漸成為新興產業的大本營，例如新竹科學工業園區、台北市信義計畫區等等。影響範圍甚至擴展到中壢桃園都會區，從 1990 年至 2000 年，此區人口增加了 31.4% (行政院主計處 2000)。
74. ↑  林季平，2005，〈台灣的人口遷徙及勞工流動問題回顧：1980-2000〉，《台灣社會學刊》，第34期，頁147-209。
75. ↑  林季平、章英華，2004，〈人力運用擬：追蹤調查資料庫的產過程、應用現況、及未來發展〉，《調查研究》，第13期卷，頁39-69
76. ↑  林季平、廖高禮，2011，〈台灣失業勞工的遷徙及再就業：初級、回流、及連續遷徙分析〉，《人口學刊》，第42卷第1期，頁1-41
77. ↑  李樑堅.  (PDF). 城市發展. 2011-11-17  [2018-06-18]. （原始内容 (PDF)存档于2013-11-01）.
78. 1 2  林秀麗. . 中國時報. 2019-03-07  [2019-03-07]. （原始内容存档于2019-03-07） （中文）.
79. ↑  . taiwanus.net. 2019-03-07  [2019-03-07]. （原始内容存档于2019-03-07） （中文）.
80. ↑  . archive.is. 2019-03-07  [2019-03-07]. 原始内容存档于2020-09-27. 雄生技園區經費 208,600 千元，因遭立法院凍結，95 年度未能完成解凍程序，致經費未動支外
81. ↑  . 行政院全球資訊網. 2011-12-26  [2018-04-16]. （原始内容存档于2018-04-17）.（中文）
82. ↑  廖禹揚. . 經濟日報. 2017-12-16  [2018-10-20]. （原始内容存档于2017-12-16）.（中文）
83. ↑  王淑芬. . 中央通訊社. 2018-07-10  [2018-07-10]. （原始内容存档于2018-07-10）.（中文）
84. ↑  王淑芬. . 經濟日報. 2018-07-10  [2018-07-10]. （原始内容存档于2018-07-10）.（中文）
85. ↑  許立明. . 中時電子報. 2018-07-31  [2018-08-08]. （原始内容存档于2018-07-31）.（中文）
86. ↑  .   [2018-07-10]. （原始内容存档于2018-07-10）.（中文）
87. ↑   (PDF) (报告). 高雄市政府都市發展局. 1999-12-20.
88. ↑  高雄市政府.  (PDF) (报告). 高雄市政府.   [2024-08-11]. （原始内容存档 (PDF)于2023-03-21）.
89. ↑  .   [2010-12-10]. （原始内容存档于2014-04-16）.
90. ↑  .   [2010-12-10]. （原始内容存档于2010-08-04）.
91. ↑  .   [2024-07-06]. （原始内容存档于2024-06-17）.（英文）
92. ↑  .   [2011-02-01]. （原始内容存档于2014-09-03）.
93. ↑  國際志工亞太年會 高雄登場[永久]
94. ↑  .   [2013-06-20]. （原始内容存档于2013-06-22）.
95. ↑  .   [2011-02-01]. （原始内容存档于2016-03-05）.
96. ↑  .   [2011-04-04]. （原始内容存档于2011-04-16）.
97. ↑  .   [2014-08-07]. （原始内容存档于2014-08-10）.
98. ↑  .   [2014-08-07]. （原始内容存档于2014-06-01）.
99. ↑  聯合報系攝影中心 記者劉學聖. . 2018-03-09. （原始内容存档于2018-12-26）.
100. ↑  . （原始内容存档于2018-12-26）.
101. ↑  . （原始内容存档于2018-12-26）.
102. 1 2 3 4  齊家業. . 今周刊. 2007-07-19  [2019-03-30]. （原始内容存档于2023-02-10） （中文）.
103. ↑  林麗雲.  (PDF). 台灣產業研究: 89-148. 2000  [2019-03-30]. （原始内容存档于2018-10-24）.
104. ↑  .   [2024-11-15]. （原始内容存档于2024-11-15） （中文）.
105. ↑  .   [2019-03-11]. （原始内容存档于2019-02-26）.
106. ↑  元智大學社會學系助理教授王俐容.  (PDF). 2006  [2018-10-13]. （原始内容 (PDF)存档于2017-05-17）. 台灣長期重北輕南的政策，使得高雄市的藝文發展相較於台北市起步晚，相關資源也高度不足；因此，高雄往往被視為是一處「文化沙漠」3 ，這種批評對高雄人來說，是一種自尊心的壓抑。2004年聯合報報導指出，高雄市常被人笑是「文化沙漠」 (呂昆樺報導，刊登於 2004--11-27/聯合報)
107. ↑  季欣麟. . 遠見雜誌 - 前進的動力. 1998-06-05  [2018-10-13]. （原始内容存档于2018-10-13） （中文）.
108. ↑  林朝號/口述 紀慧玲/撰稿. . 高雄市立五福國民中學.   [2018-10-13]. （原始内容存档于2018-10-13） （中文）.
109. ↑  陳一姍. . 天下雜誌. 2018-10-04  [2018-10-13]. （原始内容存档于2018-10-13） （中文）.
110. ↑  . 2018-10-13  [2018-10-13]. （原始内容存档于2018-10-13） （中文）.
111. ↑  陳怡靜. . 中時電子報. 2014-08-19  [2018-10-13]. （原始内容存档于2015-09-24） （中文）.
112. ↑  .   [2011-02-02]. （原始内容存档于2010-11-01）.
113. ↑  蔡清華. . 自由時報電子報. 2017-08-01  [2017-12-19]. （原始内容存档于2017-12-22） （中文）.
114. ↑  . ::: Orchid Pavilion ::: 《蘭亭學園》 華語文學習網站 :::. 2019-01-23  [2019-01-23]. （原始内容存档于2019-01-23） （中文）.
115. ↑  .   [2012-03-05]. （原始内容存档于2012-01-26）.
116. ↑  .   [2012-03-05]. （原始内容存档于2012-02-01）.
117. ↑  黃恆秋等人/著，《臺灣客家族群史：學藝篇》的「附錄：當代客籍文學家及其作品」，南投市：臺灣文獻館，2004年初版。
118. ↑  臺灣文學館出版《2007 臺灣文學年鑑》的「文學活動基金會」名錄。
119. ↑  臺灣文學館出版《2007 臺灣文學年鑑》的「文學團體」名錄。
120. ↑   (PDF).   [2011-04-07]. （原始内容存档 (PDF)于2014-08-27）.
121. ↑  .   [2011-03-13]. （原始内容存档于2010-10-07）.
122. ↑  .   [2011-03-13]. （原始内容存档于2014-08-27）.
123. ↑  .   [2017-12-16]. （原始内容存档于2017-03-26）.
124. ↑  .   [2015-11-04]. （原始内容存档于2016-03-07）.
125. ↑  .   [2023-12-29]. （原始内容存档于2015-10-08）.
126. ↑  . 中央通訊社. 2022-08-30  [2021-09-25]. （原始内容存档于2021-09-02）.
127. ↑  . 中央通訊社. 2023-08-31  [2023-08-31]. （原始内容存档于2023-09-20）.（中文）
128. ↑  余曉涵. . 中央通訊社. 2023-08-23  [2023-10-08]. （原始内容存档于2024-01-24）.（中文）
129. ↑  《98年高雄市家庭收支調查結果摘要分析》 （页面存档备份，存于）
130. ↑  .   [2011-02-05]. （原始内容存档于2011-11-23）.
131. ↑  .   [2011-12-14]. （原始内容存档于2011-12-24）.
132. ↑  .   [2013-09-29]. （原始内容存档于2013-10-02）. 教育部教育統計查詢網
133. ↑  高雄市縣合併 人力發展與產業經濟統計分析 （页面存档备份，存于） 人力素質面向
134. ↑  . 高雄市政府教育局.   [2010-09-05]. （原始内容存档于2011-01-26）.
135. ↑  教育統計指標，中華民國教育部
136. ↑  .   [2013-09-29]. （原始内容存档于2013-06-26）.
137. ↑   (PDF).   [2020-09-22]. （原始内容存档 (PDF)于2019-05-02）.
138. ↑  . 交通部高速公路局.   [2025-02-04] （中文（臺灣））.
139. ↑  . 中華民國交通部公路總局.   [2025-02-04] （中文（臺灣））.
140. ↑  . 中華民國交通部公路總局.   [2025-02-04] （中文（臺灣））.
141. ↑  .   [2011-02-01]. （原始内容存档于2010-10-20）.
142. ↑  .   [2024-03-10]. （原始内容存档于2024-03-10）.
143. ↑  黃柏齡; 榮昊北. . 中華電視公司. 2003-01-25  [2018-12-06]. （原始内容存档于2018-12-06）.
144. ↑  .   [2024-07-06]. （原始内容存档于2024-07-06）.（英文）
145. ↑  .   [2013-09-29]. （原始内容存档于2016-03-05）.
146. ↑  李鴻典. . 三立新聞網. 2018-07-05. （原始内容存档于2019-12-20）.
147. ↑  .   [2011-05-07]. （原始内容存档于2011-05-18）.
148. ↑  . 2010-08-17  [2023-04-24]. （原始内容存档于2021-01-25）.
149. ↑  黃良傑. . 自由時報. 2018-10-27  [2018-10-29]. （原始内容存档于2018-10-27） （中文）.
150. ↑  . 自由時報. 2021-01-16  [2021-01-21]. （原始内容存档于2021-02-03） （中文（臺灣））.
151. ↑  . 聯合報. 2021-01-14  [2021-01-15]. （原始内容存档于2021-02-03） （中文（臺灣））.
152. ↑  . 自由時報. 2021-01-13  [2021-01-15]. （原始内容存档于2021-02-03） （中文（臺灣））.
153. ↑  . Klook Team. 2024-12-26  [2025-01-05]. （原始内容存档于2025-01-03） （英语）.
154. ↑  . 高雄市觀光局. 2025-01-02  [2025-01-05]. （原始内容存档于2025-01-05） （中文（臺灣））.

## 外部連結
- 高雄市政府（页面存档备份，存于）（繁體中文）（英文）
- OpenStreetMap上有關高雄市的地理